# クレイジージャーニー
『クレイジージャーニー』（英: CRAZY JOURNEY）は、TBS系列で2015年（平成27年）4月17日から2019年（令和元年）9月4日まで「テッペン!」枠で、2022年（令和4年）10月17日から2023年（令和5年）9月18日までは月曜21時枠で放送され、2023年10月9日から月曜22時枠で放送されている紀行バラエティ番組。

## 概要
世界を巡る狂気の旅人（クレイジージャーニー）をスタジオに招き、体験を語ってもらったり、番組スタッフと同行ロケをする。取り上げる題材は少数民族、深海生物、東南アジアの漂流族やマンホールタウン（地下生活）など、マニアックなものが多い。
冒険家、ジャーナリスト、写真家、作家、経営者などさまざまな職業の人物が「クレイジージャーニー」として登場しており、故人を取り上げることもある。基本的にすべて日本人だが、日本在住の外国人を取り上げることもある。2021年5月時点で、最多出演者は丸山ゴンザレス。
2015年1月2日にTBSのお正月特番として、極バラ枠でパイロット版が放送され（同年4月2日に編集版を再放送）、同年4月より「テッペン!」枠でレギュラー化された。
2016年3月28日より本番組の前座番組『NEWS23』の月 - 木曜日の放送時間が23時00分 - 翌0時10分（ただし、23時55分 - 翌0時10分はローカルセールス枠）に変更となり、当番組は放送時間を繰り下げ、金曜 0時10分 - 0時55分（木曜深夜）での放送となった。同年、5月20日放送の「リヤカーマン」が、ギャラクシー賞2016年5月度月間賞を受賞。7月18日（月曜日）に初のゴールデン・プライム帯（21時45分 - 22時54分）での特番が放送された。
2017年4月13日（木曜日）より「NEWS23」の月 - 木曜日の放送時間が23時00分 - 23時56分に短縮される事から当番組の放送時間を繰り上げ、木曜 23時56分 - 翌0時55分での放送となった。同年6月1日、第54回ギャラクシー賞選奨を受賞。
2017年8月30日のTBSの番組改編説明会にて、同年10月期の改編で「テッペン!」の水曜日枠に移動することが発表された。
2018年6月6日には「第44回放送文化基金賞番組部門・テレビエンターテインメント番組」の最優秀賞を受賞したことが発表された。

### 不祥事発覚による放送休止からの一時番組終了
2019年9月11日、TBSは同年8月14日に放送された珍しい生物を探し捕獲する旅に同行取材する企画にて、ロケ前に準備していた生物をあたかもその場で発見したかのように放送していたと発表した。放送では6種類の生物を紹介されていたが、そのうち4種類を事前に準備していたことが外部からの指摘で発覚した。また、過去に放送された10回の同様の企画にて紹介された全37種類のうち、11種類が事前に準備されていたことも発表された。このやらせ発覚の事態を受け、調査が完了するまで当面放送休止とすることを発表。当日は急遽穴埋めとして『ノーサイド・ゲーム 4日後最終回スペシャル』を放送し、同番組の本編終了後に不祥事に関するお詫び放送（向井政生〈当時TBSアナウンサー、在職中の2023年に死去〉によるナレーション）を行った。その後も、調査終了まで特別番組で穴埋めしていた。
同年10月21日、TBSは同時期に不祥事が発覚した『消えた天才』と共に番組を一旦終了させることを発表した（ちなみに消えた天才は完全に終了となった）。これに伴い、同年9月18日発売予定→延期となっていたDVD第8巻は発売を中止することとなった。同年11月8日には放送倫理・番組向上機構（BPO）の放送倫理検証委員会は、放送倫理違反の程度によっては自主自律的な対応をもってしても看過できない放送倫理違反があるとしてテレビ朝日系の『スーパーJチャンネル』と共に審議入りすることを決定している。
いずれも、後番組については未定としていたが、2020年4月より本番組MCの設楽統を続投させた『バナナサンド』を開始することとなった。しかし、新型コロナウイルスの影響で開始が7月まで延期されたため、水曜「テッペン!」枠は結果的に半年以上、つなぎ番組で凌ぐ形となった。
2020年8月、前述のBPOの放送倫理検証委員会は、「放送倫理違反があった」とする見解を発表した。

### 特別番組での復活
番組に内在した問題点を洗い出し、抜本的な見直しと議論を重ねたうえで、新型コロナウイルスの流行が全世界に拡大する前にロケーション収録を行った。その模様を2021年5月19日に2時間スペシャルの特別番組として復活し、約1年半ぶりに放送された。そして、番組休止に伴い配信を終了していたParaviでは、同月21日より、パイロット版からレギュラー放送回（2015年 - 2016年）の一部の配信を再開した。

### ゴールデンレギュラー番組として復活
番組終了後もファンからの根強い待望論があることから、番組スタッフを一新させた上で2022年10月期の番組改編で月曜21時のゴールデンタイムでレギュラー放送が3年ぶりにフルネット枠で復活することとなった。

### プライムタイム枠へ移動
2023年10月9日から『ジョンソン』開始に伴い、本番組はプライムタイムの月曜 22:00 - 22:57の枠での放送となった。これに伴い、月曜22時台は毎日放送制作枠からTBS制作枠に変更され、同時間帯がTBS制作になるのは『CDTVライブ!ライブ!』2年半ぶりとなった。

### 松本人志の活動休止による影響など
2024年1月8日に松本人志が無期限の芸能活動休止を発表、TBSサイドは収録済みの回については通常通り放送し、2月19日放送から設楽と小池の2人体制となる。

## 出演者

### MC
- 設楽統（バナナマン）
- 小池栄子

- 松本人志（ダウンタウン）※2024年2月19日放送より休業中

### ナレーション
- 銀河万丈

## 放送リスト

### パイロット版
| 放送日 | 放送内容                                                           | クレイジージャーニー | 備考            |
| ------ | ------------------------------------------------------------------ | -------------------- | --------------- |
| 1月2日 | 東洋一のスラム街フィリピン「トンド地区」&セブ島の銃密造村に潜入    | 丸山ゴンザレス       | （0:20 - 1:35） |
| 1月2日 | 世界の奇妙・摩訶不思議スポット・奇界遺産「神秘の青く光る山」撮影旅 | 佐藤健寿             | （0:20 - 1:35） |
| 1月2日 | 世界をまたにかけるサバイバル登山の旅                               | 服部文祥             | （0:20 - 1:35） |
| 1月2日 | 北朝鮮の知られざる実態                                             | 石丸次郎             | （0:20 - 1:35） |

### 大復活2時間スペシャル
| 放送日  | 放送内容                                                               | クレイジージャーニー | 備考          |
| ------- | ---------------------------------------------------------------------- | -------------------- | ------------- |
| 5月19日 | “人生観が変わる"謎のイベントで異次元体験!奇抜な美女&絶景アートの嵐     | 佐藤健寿             | 21:00 - 22:57 |
| 5月19日 | ゴンザレスがスラム街で空き瓶襲撃事件に遭遇!?凶悪ギャング激怒で取材中断 | 丸山ゴンザレス       | 21:00 - 22:57 |

### 木曜深夜時代

#### 2015年
| 回 | 放送日        | 放送内容                                                              | クレイジージャーニー | 備考                             |
| -- | ------------- | --------------------------------------------------------------------- | -------------------- | -------------------------------- |
| 1  | 4月17日（金） | ルーマニアの闇 マンホールタウンに潜入                                 | 丸山ゴンザレス       | （0:09 - 0:54）                  |
| 2  | 4月24日（金） | アメリカの極悪刑務所を渡り歩いて来た男 巨匠のインドでタダ飯ジャーニー | KEI                  | （0:04 - 0:59）                  |
| 3  | 4月30日       | 奇界遺産「アイスランド『ペニス博物館』&『神の洞窟』撮影旅」           | 佐藤健寿             | （23:54 - 翌0:39）               |
| 4  | 5月7日        | 世界の少数民族 知られざる実態&風習                                    | 千葉岳穂             |                                  |
| 5  | 5月14日       | 国内外1000以上の未踏洞窟を探検した洞窟探検家                          | 吉田勝次             |                                  |
| 6  | 5月21日       | アジア最大級のスラム街「ダラヴィ」に潜入                              | 丸山ゴンザレス       |                                  |
| 7  | 5月29日（金） | 超過酷&神秘の絶景アラスカの大自然に住み込む写真家                     | 松本紀生             | （0:13 - 0:58）                  |
| 8  | 6月4日        | 深海に潜り続ける研究者                                                | 高井研               |                                  |
| 9  | 6月11日       | 奇界遺産「世界の四大廃墟巡礼の旅」                                    | 佐藤健寿             |                                  |
| 10 | 6月18日       | 奇界遺産「世界の四大廃墟巡礼の旅」                                    | 佐藤健寿             |                                  |
| 11 | 6月25日       | マサイの戦士に嫁いだ女性が驚きの生活を激白                            | 永松真紀             |                                  |
| 12 | 7月16日       | ジャマイカのマリファナ事情に迫る旅                                    | 丸山ゴンザレス       |                                  |
| 13 | 7月23日       | ジャマイカのマリファナ事情に迫る旅                                    | 丸山ゴンザレス       |                                  |
| 14 | 7月30日       | 人類の足跡を辿る旅「グレートジャーニー」                              | 関野吉晴             |                                  |
| 15 | 8月7日（金）  | 未公開旅：奇界遺産「バリ島風葬の村撮影旅」                            | 佐藤健寿             | 総集編・未公開編 （0:25 - 1:10） |
| 15 | 8月7日（金）  | 未公開トーク：アメリカの極悪刑務所を渡り歩いて来た男                  | KEI                  | 総集編・未公開編 （0:25 - 1:10） |
| 15 | 8月7日（金）  | マンホールタウンのボス ブルースリーが逮捕                             | 丸山ゴンザレス       | 総集編・未公開編 （0:25 - 1:10） |
| 16 | 8月14日（金） | オカルトの旅「日本一の縁切り神社、即身仏、人形婚」                    | 吉田悠軌             | （0:05 - 1:00）                  |
| 17 | 8月20日       | 水中写真家によるチュークの海底に眠る旧日本軍沈船撮影の旅              | 鍵井靖章             | （23:58 - 翌0:43）               |
| 18 | 8月27日       | 日本人で唯一8000峰全14座を制した登山家                                | 竹内洋岳             | （23:58 - 翌0:43）               |
| 19 | 9月3日        | 男性同士が出合いを求める“世界一のハッテン場”に潜入取材                | サムソン高橋         |                                  |
| 20 | 9月10日       | 服を脱ぎアフリカ民族と同じ姿で撮る写真家のスリ族撮影旅                | ヨシダナギ           |                                  |
| 21 | 9月17日       | 服を脱ぎアフリカ民族と同じ姿で撮る写真家のスリ族撮影旅                | ヨシダナギ           |                                  |
| 22 | 9月24日       | バナナマン日村が選ぶ「印象的だったシーンベスト15」                    | -                    | 日村勇紀がVTR出演                |
| 23 | 10月15日      | 「奇界遺産」×台湾の知られざる奇妙な光景                               | 佐藤健寿             |                                  |
| 24 | 10月22日      | 死と隣り合わせ!北極で偉業に挑む男                                     | 荻田泰永             |                                  |
| 25 | 10月29日      | 刺激的な被写体と一緒に暮らし撮影する写真家                            | 名越啓介             | （23:55 - 翌0:40）               |
| 26 | 11月5日       | 究極のカカオ探しに人生を捧げる女性                                    | 小方真弓             | （23:55 - 翌0:40）               |
| 27 | 11月26日      | 1年の半分を世界中のカジノで過ごす男                                   | 木原直哉             |                                  |
| 28 | 12月3日       | 世界最大級の規模「キベラスラム」に潜入取材                            | 丸山ゴンザレス       |                                  |
| 29 | 12月10日      | 世界一危険&島まるごとスラム「ミギンゴ島」に潜入                       | 丸山ゴンザレス       |                                  |
| 30 | 12月17日      | パプアニューギニアのディープな文化                                    | 山口由美             | DVD発売告知                      |

#### 2016年
| 回                       | 放送日        | 放送内容 | クレイジージャーニー | 備考                                                  |
| ------------------------ | ------------- | --- | -------------------- | ----------------------------------------------------- |
| 31                       | 1月14日       | 番組を愛する著名人たちがお気に入りのシーンを発表                                                              | -                    |                                                       |
| 32                       | 1月21日       | 麻薬密造地帯「アヘン王国」&謎の国ソマリアを巡る辺境旅                                                         | 高野秀行             |                                                       |
| 33                       | 1月28日       | 麻薬密造地帯「アヘン王国」&謎の国ソマリアを巡る辺境旅                                                         | 高野秀行             |                                                       |
| 34                       | 2月4日        | 全米No.1のサーカスで戦う唯一の日本人                                                                          | 岩佐麻里子           | DVD発売記念イベントの 様子も放送。                    |
| 35                       | 2月11日       | 1300年で2人目!荒行「千日回峰行」を制した僧侶                                                                  | 塩沼亮潤             |                                                       |
| 36                       | 2月18日       | 海・湖・川… 地球上のあらゆる場所に潜る水中探検家                                                              | 広部俊明             |                                                       |
| 37                       | 2月25日       | 「奇界遺産」×「地獄の入り口」超絶したその光景とは?                                                            | 佐藤健寿             | DVD第2弾が制作発表。                                  |
| 38                       | 3月3日        | 「奇界遺産」×「岩をくり抜いて教会を作る謎の老人」                                                             | 佐藤健寿             |                                                       |
| 39                       | 3月17日       | 死と隣り合わせ!シーカヤックで巡る海の旅                                                                       | 八幡暁               |                                                       |
| 40                       | 3月24日       | ブラジルのスラム街「ファベーラ」でギャングを撮影 前編                                                         | 伊藤大輔             |                                                       |
| 金曜日 0時10分 - 0時55分 |               | |                      |                                                       |
| 41                       | 4月1日        | ブラジルのスラム街「ファベーラ」でギャングを撮影 後編                                                         | 伊藤大輔             |                                                       |
| 42                       | 4月22日       | 愛人&アル中&ギャンブル… 超破天荒な天才囲碁棋士・藤沢秀行                                                      | 藤沢秀行             | スタジオには長男である 藤沢英樹が出演                 |
| 43                       | 4月29日       | 超危険!メキシコ麻薬戦争の実態に切り込む…その現実とは?                                                         | 丸山ゴンザレス       |                                                       |
| 44                       | 5月6日        | 超危険!メキシコ麻薬戦争の実態に切り込む…その現実とは?                                                         | 丸山ゴンザレス       | DVD第2弾発売記念 イベントの様子も放送 （0:12 - 0:57） |
| 45                       | 5月13日       | 今なお受け継がれる「かくれキリシタン」の実態とは? タイの「入れ墨を彫って乱れ狂う儀式」に潜入                  | 吉田悠軌             | （0:12 - 0:57）                                       |
| 46                       | 5月20日       | リヤカーを引いて地球47,000kmを歩き倒した男                                                                    | 永瀬忠志             | （0:12 - 0:57）                                       |
| 47                       | 5月27日       | 己の腕だけを頼りに世界を飛び回る出張料理人のドイツオファーに同行                                              | 小暮剛               | （0:12 - 0:57）                                       |
| 48                       | 6月24日       | 大空で世界と戦う孤高のエアレースパイロット                                                                    | 室屋義秀             |                                                       |
| 49                       | 7月1日        | 服を脱ぎアフリカ民族と同じ姿で撮る写真家のヒンバ族撮影旅                                                      | ヨシダナギ           |                                                       |
| 50                       | 7月8日        | 服を脱ぎアフリカ民族と同じ姿で撮る写真家のヒンバ族撮影旅                                                      | ヨシダナギ           |                                                       |
| 51                       | 7月15日       | クレイジージャーニースペシャルの内容を先取り 丸山ゴンザレス・佐藤健寿の旅の中でMC陣のお気に入りのシーンを発表 | 丸山ゴンザレス       | 総集編                                                |
| 51                       | 7月15日       | クレイジージャーニースペシャルの内容を先取り 丸山ゴンザレス・佐藤健寿の旅の中でMC陣のお気に入りのシーンを発表 | 佐藤健寿             | 総集編                                                |
| 52                       | 7月18日（月） | 世界中の廃船が集まるバングラデシュ「船の墓場」に潜入取材                                                      | 丸山ゴンザレス       | ゴールデンSP （21:45 - 22:54）                        |
| 52                       | 7月18日（月） | 「奇界遺産」… 今しか見られないキューバの奇妙な光景とは?                                                       | 佐藤健寿             | ゴールデンSP （21:45 - 22:54）                        |
| 53                       | 7月22日       | 「奇界遺産」×「キューバ」劇場廃墟に住む男&トランスする宗教                                                    | 佐藤健寿             |                                                       |
| 54                       | 7月29日       | 北極1000kmをたった1人で歩きぬく命がけの冒険                                                                   | 荻田泰永             |                                                       |
| 55                       | 8月5日        | 常に死と隣り合わせ!一息で水深100mまで潜る男                                                                   | 篠宮龍三             |                                                       |
| 56                       | 8月12日       | バナナマン日村が選ぶ「印象的だった15のシーン」とは?                                                           | -                    | 日村勇紀がVTR出演 （0:15 - 1:00）                     |
| 57                       | 8月19日       | リオ五輪の光と影… スラム街「ファベーラ」の実態とは?                                                           | 伊藤大輔             | （0:20 - 1:05）                                       |
| 58                       | 8月26日       | 実はクレイジー!世界を飛び回るTHEミステリーハンター                                                            | 竹内海南江           |                                                       |
| 59                       | 9月2日        | 世界中の絶壁から飛び降りる超クレイジーな男                                                                    | 久保安宏             |                                                       |
| 60                       | 9月9日        | 「雷」や「嵐」を追い回し撮影するストームチェイサーとは?                                                       | 青木豊               |                                                       |
| 61                       | 9月16日       | 爬虫類を愛してやまない男の爬虫類ハントの旅                                                                    | 加藤英明             |                                                       |
| 62                       | 9月23日       | ラスベガスの抱える闇「地下住人」の実態とは?                                                                   | 丸山ゴンザレス       |                                                       |
| 63                       | 10月21日      | 番組を愛する豪華著名人がお気に入りのシーンを発表                                                              | -                    | 総集編                                                |
| 64                       | 10月28日      | 進むのは激流&滝… 命懸けの「沢登り」に熱狂する男                                                               | 宮城公博             |                                                       |
| 65                       | 11月4日       | 歴史に埋もれた幻の「西南シルクロード」に潜入                                                                  | 高野秀行             |                                                       |
| 66                       | 11月11日      | 風船で宇宙を撮影するクレイジーな発明家                                                                        | 岩谷圭介             |                                                       |
| 67                       | 11月18日      | 「キルギスの誘拐結婚」とは? 約5か月で25組の夫婦を現地取材                                                     | 林典子               |                                                       |
| 68                       | 11月25日      | 高野秀行が熱狂する「謎のアジア納豆」とは?                                                                     | 高野秀行             |                                                       |
| 68                       | 11月25日      | 独特の信仰を持つ「ヤズディー教」の実態とは?                                                                   | 林典子               |                                                       |
| 69                       | 12月2日       | 「奇界遺産」×「世界一雷が多発する村」その光景とは?                                                            | 佐藤健寿             |                                                       |
| 70                       | 12月9日       | 「奇界遺産」×「ミイラ研究所の廃墟」…その全貌に迫る                                                            | 佐藤健寿             |                                                       |
| 71                       | 12月16日      | 「昆虫食の旅」…美味しいと噂!タイ産のカブトムシとは?                                                           | 愛                   |                                                       |
| 72                       | 12月23日      | 元日スペシャルの内容を先取り&予習                                                                             | 丸山ゴンザレス       | 総集編                                                |
| 72                       | 12月23日      | 元日スペシャルの内容を先取り&予習                                                                             | 久保安宏             | 総集編                                                |

#### 2017年
| 回  | 放送日        | 放送内容                                                                                              | クレイジージャーニー | 備考                                |
| --- | ------------- | --- | -------------------- | ----------------------------------- |
| 73  | 1月2日（月）  | 大都市ニューヨークの闇「地下住人」の実態とは?                                                         | 丸山ゴンザレス       | 元日SP （0:30 - 1:30）              |
| 73  | 1月2日（月）  | 無謀な男がダイブしたい超難所「スペースネット」とは?                                                   | 久保安宏             | 元日SP （0:30 - 1:30）              |
| 74  | 1月13日       | ニューヨークの闇「船の墓場」&「新たな地下住人」とは?                                                  | 丸山ゴンザレス       |                                     |
| 74  | 1月13日       | 難所「フィッシャータワーズ」からのベースジャンプに挑戦                                                | 久保安宏             |                                     |
| 75  | 1月20日       | この道45年…「罠猟」で獣と対峙する孤高のハンター                                                       | 片桐邦雄             |                                     |
| 76  | 1月27日       | パプアニューギニア少数民族撮影の旅 前編                                                               | ヨシダナギ           |                                     |
| 77  | 2月3日        | パプアニューギニア少数民族撮影の旅 後編                                                               | ヨシダナギ           |                                     |
| 78  | 2月10日       | 爬虫類ハンターが楽園マダガスカルへ!                                                                   | 加藤英明             |                                     |
| 79  | 2月17日       | 爬虫類ハンターvs奇跡のカメレオン                                                                      | 加藤英明             |                                     |
| 80  | 2月24日       | 垂直の岩壁を攻める超絶無謀なクライマー!                                                               | 平出和也             |                                     |
| 81  | 3月3日        | 超絶無謀なアルパインクライマーの人生を変えた山                                                        | 平出和也             |                                     |
| 82  | 3月10日       | ジャーニーのその後大追跡スペシャル!                                                                   | -                    |                                     |
| 83  | 3月17日       | 総距離600km!地球上で最も過酷なレースに挑む男                                                          | 田中正人             | TEAM EASTWIND                       |
| 84  | 3月24日       | 地球上で最も過酷な戦い!アドベンチャーレース完結編                                                     | 田中正人             | TEAM EASTWIND                       |
| 85  | 3月31日       | ジャーニーがDVD発売イベントで話した未発表トーク 「アドベンチャーレース未公開クレイジーシーン」ベスト3 | -                    |                                     |
| 86  | 4月13日       | カナダに移住し「犬ぞりレース」に人生を捧げる女性                                                      | 本多有香             |                                     |
| 87  | 4月20日       | 世界中のウイスキーにロマンを馳せる男                                                                  | 栗林幸吉             |                                     |
| 88  | 5月4日        | 「奇界遺産」×「生肉食す最果ての民族」                                                                 | 佐藤健寿             |                                     |
| 89  | 5月11日       | 「奇界遺産」×「火災で姿を変えた要塞の廃墟」                                                           | 佐藤健寿             |                                     |
| 90  | 5月18日       | 世界の名峰を猛スピードで滑り降りる山岳スキーヤー                                                      | 佐々木大輔           |                                     |
| 91  | 5月25日       | 番組を愛する豪華著名人がお気に入りのシーンを大発表                                                    | -                    | 総集編                              |
| 92  | 6月1日        | フィクションと現実の狭間…物語を旅する男                                                               | 髙橋大輔             |                                     |
| 93  | 6月8日        | アジアで戦う流浪のサッカー選手                                                                        | 伊藤壇               |                                     |
| 94  | 6月15日       | 世界一の「北斎漫画」コレクターが登場                                                                  | 浦上満               |                                     |
| 95  | 6月22日       | 雪山の絶壁を飛ぶスキーベースジャンパー                                                                | 佐々木大輔           | #90の佐々木大輔とは 同姓同名の別人  |
| 96  | 6月29日       | 伝統の「クジラ漁」を撮り続ける男                                                                      | 石川梵               |                                     |
| 97  | 7月20日       | 新たなスラム街&超劣悪な刑務所に潜入!                                                                  | 丸山ゴンザレス       |                                     |
| 98  | 7月27日       | 海の生物を捕獲し、世界中の水族館に供給する熱き男                                                      | 石垣幸二             |                                     |
| 99  | 8月4日（木）  | ゴールデン放送直前スペシャル                                                                          | 加藤英明             | 総集編 （0:06 - 1:05）              |
| 99  | 8月4日（木）  | ゴールデン放送直前スペシャル                                                                          | ヨシダナギ           |                                     |
| 100 | 8月16日（水） | 爬虫類ハントの旅                                                                                      | 加藤英明             | ゴールデン2時間SP （20:54 - 22:54） |
| 100 | 8月16日（水） | ヨシダナギ×日本初登場の民族「エナウェネ・ナウェ族」                                                   | ヨシダナギ           | ゴールデン2時間SP （20:54 - 22:54） |
| 101 | 8月17日       | ゴールデン放送未公開SP                                                                                | 加藤英明             |                                     |
| 101 | 8月17日       | ゴールデン放送未公開SP                                                                                | ヨシダナギ           |                                     |
| 102 | 8月24日       | ヨーロッパの闇「マフィアの巣窟」に潜入!                                                               | 丸山ゴンザレス       |                                     |
| 103 | 8月31日       | 昆虫食の旅 in マレーシア                                                                              | 愛                   |                                     |
| 104 | 9月7日        | 伝統の「クジラ漁」同行旅…辺境の村のお酒と家庭料理とは?                                                | 石川梵               |                                     |
| 104 | 9月7日        | ウイスキー通が「聖地アイラ島」で絶対に口にする食事とは?                                               | 栗林幸吉             |                                     |
| 104 | 9月7日        | ロビンソン・クルーソーのモデルを探した男が今追いかける伝説とは?                                       | 髙橋大輔             |                                     |
| 105 | 9月14日       | 恐怖とロマン!世界中あらゆる場所に潜る水中探検家                                                       | 広部俊明             |                                     |
| 106 | 9月21日       | 無謀な2人のジャーニーが偉業達成SP                                                                     | 佐々木大輔           | #90                                 |
| 106 | 9月21日       | 無謀な2人のジャーニーが偉業達成SP                                                                     | 平出和也             |                                     |

### 水曜深夜時代

#### 2017年
| 回  | 放送日   | 放送内容                                             | クレイジージャーニー | 備考 |
| --- | -------- | ---------------------------------------------------- | -------------------- | ---- |
| 107 | 10月11日 | 奇界遺産×死体を掘り起こす儀式                        | 佐藤健寿             |      |
| 108 | 10月18日 | 「奇界遺産」×絶景「針の山」×「死にまつわる儀式」     | 佐藤健寿             |      |
| 109 | 10月25日 | 驚異のカウンターカルチャー「身体改造」に迫る!        | ケロッピー前田       |      |
| 110 | 11月1日  | 世界屈指の恐竜化石ハンターの発掘旅同行で奇跡が!      | 小林快次             |      |
| 111 | 11月8日  | 戦場で被弾も魂の取材…戦場ジャーナリスト              | 桜木武史             |      |
| 112 | 11月15日 | 常識覆る恐竜の新事実&戦場で被弾…恐怖の一部始終を激白 | 小林快次             |      |
| 112 | 11月15日 | 常識覆る恐竜の新事実&戦場で被弾…恐怖の一部始終を激白 | 桜木武史             |      |
| 113 | 11月22日 | 丸山ゴンザレスが世界最大級の「水上スラム」に潜入!    | 丸山ゴンザレス       |      |
| 114 | 11月29日 | 番組愛する東野&勝俣がお気に入りのシーンを大発表      | -                    |      |
| 115 | 12月6日  | 動物の死体をひたすら解剖し、進化に迫る熱血科学者     | 遠藤秀紀             |      |
| 116 | 12月13日 | 正月SPを先取り&反響の大きかった“極限の光景ベスト10”  | -                    |      |

#### 2018年
| 回  | 放送日        | 放送内容                                                                  | クレイジージャーニー | 備考                                |
| --- | ------------- | ------------------------------------------------------------------------- | -------------------- | ----------------------------------- |
| 117 | 1月2日（火）  | 滝沢秀明の知られざるクレイジーなライフワーク「マグマ大接近旅」に同行!     | 滝沢秀明             | 2時間SP （23:25 - 翌1:30））        |
| 117 | 1月2日（火）  | 優勝賞金22億円!ロマン溢れる「月面探査レース」とは?                        | HAKUTO               | 2時間SP （23:25 - 翌1:30））        |
| 118 | 1月10日       | 滝沢秀明「マグマ大接近旅」の裏側                                          | 滝沢秀明             |                                     |
| 118 | 1月10日       | 「月面探査レース」続編                                                    | HAKUTO               |                                     |
| 119 | 1月17日       | 物語を旅する男が、“浦島太郎の正体”に迫る                                  | 髙橋大輔             |                                     |
| 120 | 1月24日       | 本場メキシコで命懸けのテキーラ造りに挑む男                                | 景田哲夫             |                                     |
| 121 | 1月31日       | 「奇界遺産」特別編!今しか見られない“軍艦島"とは?                          | 佐藤健寿             |                                     |
| 122 | 2月7日        | 1000万人が乱れ狂うフィリピンの奇祭に潜入…オカルト旅                       | 吉田悠軌             |                                     |
| 123 | 2月14日       | 丸山ゴンザレスが襲撃される…超危険なスラム取材の一部始終                   | 丸山ゴンザレス       |                                     |
| 123 | 2月14日       | 1300年間、人が立ち入れなかった「禁足地」とは                              | 吉田悠軌             |                                     |
| 124 | 2月21日       | MC陣の度肝を抜く「世界の超絶飯21品」大公開                                | -                    | 総集編                              |
| 125 | 2月28日       | ヨシダナギの新たな民族撮影旅inアフリカ!                                   | ヨシダナギ           |                                     |
| 126 | 3月7日        | ヨシダナギ×青の民族「トゥアレグ族」…奇跡の写真が完成                      | ヨシダナギ           |                                     |
| 127 | 3月14日       | 北極冒険家が、日本人初の偉業を達成…その全貌公開!                          | 荻田泰永             |                                     |
| 128 | 3月21日       | 1本2000万円の腕時計を生み出す孤高の時計師                                 | 菊野昌宏             |                                     |
| 129 | 3月28日       | 丸山ゴンザレスvsロサンゼルスの闇…ギャング&銃&麻薬                         | 丸山ゴンザレス       |                                     |
| 130 | 4月4日        | 丸山ゴンザレスが、南米でコカイン密売現場に決死の潜入!                     | 丸山ゴンザレス       |                                     |
| 131 | 4月25日       | 爬虫類ハンター加藤vs南米最強の毒ヘビ&超希少種                             | 加藤英明             |                                     |
| 132 | 5月2日        | 爬虫類ハンター加藤vsアマゾンの激レア種&巨大ヘビ捕獲大作戦                 | 加藤英明             |                                     |
| 133 | 5月9日        | 狂気の「身体改造」第2弾!体内にチップ埋め込むイベント                      | ケロッピー前田       |                                     |
| 134 | 5月16日       | 祝!あのかくれキリシタンが「世界遺産」へ!胸中激白!                         | 吉田悠軌             |                                     |
| 135 | 5月23日       | 世界中の海をヨットで巡る、命知らずの男!その全貌を大公開                   | 白石康次郎           |                                     |
| 136 | 5月30日       | 超最先端の「身体改造」とは?SF的活用法を一挙公開!                          | ケロッピー前田       |                                     |
| 137 | 6月6日        | アリを溺愛し、365日ひたすら観察し続ける男!                                | 島田拓               |                                     |
| 138 | 6月13日       | 陶芸史上最強の難題!作り方不明の幻の茶碗…その再現に挑む男                  | 長江惣吉             |                                     |
| 139 | 6月20日       | 爬虫類ハンター加藤vs激レア種…全16対決一挙大放出!                          | 加藤英明             | 総集編                              |
| 140 | 7月18日       | 本場タイで昆虫食の旅…色鮮やかなテング似の虫                               | 愛                   |                                     |
| 141 | 7月25日       | 強烈なこだわりを持つ靴職人が、松本人志の靴を製作!                         | 山口千尋             |                                     |
| 142 | 8月1日        | ゴールデンSP直前!ヨシダナギ&爬虫類ハンター加藤英明                        | ヨシダナギ           | 総集編                              |
| 142 | 8月1日        | ゴールデンSP直前!ヨシダナギ&爬虫類ハンター加藤英明                        | 加藤英明             | 総集編                              |
| 143 | 8月8日        | 爬虫類ハンターvs謎多きアオトカゲ＆世界遺産に潜む幻のヘビ                  | 加藤英明             | ゴールデン2時間SP （20:57 - 23:07） |
| 143 | 8月8日        | 写真家ヨシダナギ×アマゾン「ヤワナワ族」…どんな作品が完成？                | ヨシダナギ           | ゴールデン2時間SP （20:57 - 23:07） |
| 143 | 8月8日        | 560kmを不眠不休で争う「アドベンチャーレース」とは？                       | 田中正人             | ゴールデン2時間SP （20:57 - 23:07） |
| 144 | 8月8日        | 爬虫類ハンター加藤vs泳ぐトカゲ                                            | 加藤英明             |                                     |
| 144 | 8月8日        | アドベンチャーレース 未公開映像                                           | 田中正人             | TEAM EASTWIND                       |
| 145 | 8月16日（木） | ヨシダナギ×「ヤワナワ族」 未公開シーン一挙大放出                          | ヨシダナギ           | （0:31 - 1:30）                     |
| 145 | 8月16日（木） | DVDイベントで競演！ゴンザレス＆佐藤健寿＆爬虫類ハンター加藤               | 丸山ゴンザレス       | （0:31 - 1:30）                     |
| 145 | 8月16日（木） | DVDイベントで競演！ゴンザレス＆佐藤健寿＆爬虫類ハンター加藤               | 佐藤健寿             | （0:31 - 1:30）                     |
| 145 | 8月16日（木） | DVDイベントで競演！ゴンザレス＆佐藤健寿＆爬虫類ハンター加藤               | 加藤英明             | （0:31 - 1:30）                     |
| 146 | 8月23日（木） | 「奇界遺産」×「死体農場」&「アインシュタインの脳みそ」                    | 佐藤健寿             | （0:01 - 1:00）                     |
| 147 | 9月5日        | 「奇界遺産」×「飛行機の墓場」×UFOタウン「ロズウェル」                     | 佐藤健寿             |                                     |
| 148 | 9月12日       | 我流の”花”で感動生み出す孤高の男！異国で斬新な花の挑戦                    | 東信                 |                                     |
| 149 | 9月26日       | 番組を愛する豪華著名人がお気に入りのシーンを大発表!                       | -                    | 総集編                              |
| 150 | 10月3日       | 大昆虫SP!アリの超貴重生態を奇跡の撮影                                     | 島田拓               |                                     |
| 150 | 10月3日       | 昆虫食イベント                                                            | 愛                   |                                     |
| 151 | 10月24日      | 超名門!早稲田大学探検部が偉業達成!青春の全記録を大公開                    | 早稲田大学探検部     |                                     |
| 152 | 10月31日      | 1本2000万円の腕時計を生み出す孤高の時計師                                 | 菊野昌宏             | （再編集放送）                      |
| 153 | 11月7日       | 恐怖と衝撃「身体改造の旅」第3弾!ケロッピー前田と改造人間界の四天王に対面! | ケロッピー前田       |                                     |
| 154 | 11月14日      | 強烈な色彩を放つアマゾンの動植物を撮り続ける男                            | 山口大志             |                                     |
| 155 | 11月21日      | 銃撃戦を伴う「ファベーラ掃討作戦」に同行…恐怖の結末が                     | 丸山ゴンザレス       | ゴールデン2時間SP （21:00 - 23:07） |
| 155 | 11月21日      | ハリウッドセレブが顧客…英語力ゼロのギャルネイリストとは？                 | Britney TOKYO        | ゴールデン2時間SP （21:00 - 23:07） |
| 155 | 11月21日      | 世界一の身体改造男ロルフが日本観光へ…驚きの生態が明らかに                 | ロルフ               | ゴールデン2時間SP （21:00 - 23:07） |
| 156 | 11月21日      | ゴールデン放送に入りきらなかった自粛した未公開SP                          | -                    | 未公開集                            |
| 157 | 11月28日      | モンゴルに21年通い続ける写真家が、超危険な動物撮影へ                      | 清水哲朗             |                                     |
| 158 | 12月5日       | 365日アリを観察するアリマスター島田が海外採集旅へ!                        | 島田拓               |                                     |
| 159 | 12月12日      | 「奇界遺産」佐藤健寿が、中国の「緑に飲み込まれた村」へ                    | 佐藤健寿             |                                     |
| 160 | 12月19日      | 東南アジアの密林で新種を追いかける植物探検家                              | 長谷圭祐             |                                     |
| 161 | 12月26日      | 「アドベンチャーレース」世界最難関のパタゴニア大会速報                    | 田中正人             | TEAM EASTWIND                       |

#### 2019年
| 回  | 放送日  | 放送内容                                                                                    | クレイジージャーニー | 備考                                |
| --- | ------- | ------------------------------------------------------------------------------------------- | -------------------- | ----------------------------------- |
| 162 | 1月23日 | ヨシダナギが“幻とも言われる民族"の撮影旅へ!                                                 | ヨシダナギ           |                                     |
| 163 | 1月30日 | ヨシダナギ×希少なベルベル遊牧民                                                             | ヨシダナギ           |                                     |
| 164 | 2月6日  | ここでしか見られない“爬虫類ハンター加藤"の超絶ハント旅!                                     | 加藤英明             |                                     |
| 165 | 2月13日 | 爬虫類ハンター加藤vsヘビ食いオオトカゲ…ハントなるか?                                        | 加藤英明             |                                     |
| 166 | 2月20日 | 海の神秘…プランクトンを28年間撮り続ける男!                                                  | 峯水亮               |                                     |
| 167 | 2月27日 | 唯一無二の硯を生む男が世界一有名な石で逸品製作                                              | 青栁貴史             |                                     |
| 168 | 3月6日  | 番組を愛する豪華著名人がお気に入りのシーンを発表                                            | -                    | 総集編                              |
| 169 | 3月13日 | 雪山登山で生と死の極限に挑み続ける男                                                        | 田中幹也             |                                     |
| 170 | 3月20日 | カンボジアの淡水魚を全種類捕まえたい男が、新たなハントへ                                    | 佐藤智之             |                                     |
| 171 | 4月10日 | アリマスター島田vs南米アマゾンの凶暴アリ&尿放出カエル                                       | 島田拓               |                                     |
| 172 | 4月17日 | 「奇界遺産」佐藤が「北朝鮮」&「地獄寺」&「廃墟の女王」へ                                    | 佐藤健寿             |                                     |
| 173 | 4月24日 | 本場フランスに移住し、「伝統のチーズ作り」に人生捧げる男                                    | 山口潮久             |                                     |
| 174 | 5月1日  | 昆虫食の愛が、歴代屈指の強烈巨大昆虫グルメ旅へ                                              | 愛                   |                                     |
| 175 | 5月8日  | 「100年前に作られたジーンズ」の完全再現に熱狂する男                                         | 越後谷隆之           |                                     |
| 176 | 5月15日 | NYで50年戦う87歳の芸術家・篠原有司男の生き様とは                                            | 篠原有司男           |                                     |
| 177 | 5月22日 | アマゾンの動植物を知り尽くす男vsピラニア                                                    | 山口大志             |                                     |
| 177 | 5月22日 | デニムアーティスト越後谷が信頼する「デニムハンター」とは？                                  | 越後谷隆之           |                                     |
| 177 | 5月22日 | モンゴルに暮らす「カザフ族」の超独特な文化とは？                                            | 清水哲朗             |                                     |
| 178 | 5月29日 | 丸山ゴンザレスが新たな危険地帯取材旅へ!麻薬&銃&ギャング                                     | 丸山ゴンザレス       |                                     |
| 179 | 6月5日  | 丸山ゴンザレスvs麻薬密売現場&銃不法所持&凶悪ギャング                                        | 丸山ゴンザレス       |                                     |
| 180 | 6月12日 | 伝統と革新の融合目指す盆栽師が挑む巨大盆栽                                                  | 平尾成志             |                                     |
| 181 | 6月19日 | 奇界遺産×廃墟の女王★人気週刊誌とタッグ                                                      | 佐藤健寿             |                                     |
| 182 | 7月24日 | 究極の身体改造★ドラゴンレディとは!?                                                         | ケロッピー前田       |                                     |
| 183 | 7月31日 | ヨシダナギ×少数民族撮影旅                                                                   | ヨシダナギ           |                                     |
| 184 | 8月7日  | 永久保存!加藤の爬虫類ハント全部見せます!                                                    | 加藤英明             | 総集編                              |
| 185 | 8月14日 | 話題沸騰!爬虫類ハンター加藤VS絶滅寸前「悪魔のトカゲ」                                       | 加藤英明             | ゴールデン2時間SP （21:00 - 22:57） |
| 185 | 8月14日 | 三つ星の名店が惚れた!常識破りのハーブ農家 セレブ殺到!“世界一予約のとれないレストラン"の全貌 | 梶谷譲               | ゴールデン2時間SP （21:00 - 22:57） |
| 186 | 8月14日 | 加藤英明☆まだまだ爬虫類ハントしてました!                                                    | 加藤英明             |                                     |
| 187 | 8月21日 | 世界一過酷なバイクレースその全貌とは                                                        | 石戸谷蓮             |                                     |
| 188 | 8月28日 | 日本武道館を超満員にするほどの大人気ヒップホップクルー“BADHOP"のすべて                      | BAD HOP              |                                     |
| 189 | 9月4日  | 話題沸騰!“BADHOP"超人気ライブに潜入!                                                        | BAD HOP              |                                     |

### 月曜ゴールデンタイム時代

#### 2022年
| 回  | 放送日   | 放送内容                                                   | クレイジージャーニー | 備考                      |
| --- | -------- | ---------------------------------------------------------- | -------------------- | ------------------------- |
| 190 | 10月17日 | コカイン密輸ルート＆麻薬ビジネスの取材旅                   | 丸山ゴンザレス       | 2時間SP （21:00 - 22:57） |
| 190 | 10月17日 | 旧ソ連「世界最北のゴーストタウン・ピラミデン」の撮影旅     | 佐藤健寿             | 2時間SP （21:00 - 22:57） |
| 191 | 10月31日 | 人口土壌作りへ世紀の発見? 44年前に埋めた『土のお宝』探す旅 | 藤井一至             |                           |
| 192 | 11月7日  | 危険地帯に潜入! 麻薬カルテルの実態に迫る取材旅             | 丸山ゴンザレス       |                           |
| 193 | 11月14日 | 国境の街ティファナ! 麻薬密輸の秘密トンネル＆難民を取材     | 丸山ゴンザレス       |                           |
| 194 | 11月21日 | 頭脳ゲームで世界と戦う男、賞金1000万のラスベガス大会密着   | 木原直哉             |                           |
| 195 | 11月28日 | 最高の食材を求め旅する究極のグルメツアーに密着             | 太田哲雄             |                           |
| 196 | 12月5日  | 31年間海を撮り続ける男が神秘の日本の海底へ                 | 鍵井靖章             |                           |
| 197 | 12月12日 | 麻薬売人に直撃取材！懸賞金14億円麻薬王パブロとは？         | 丸山ゴンザレス       |                           |

#### 2023年
| 回                         | 放送日   | 放送内容 | クレイジージャーニー      | 備考                             |
| -------------------------- | -------- | --- | ------------------------- | -------------------------------- |
| 198                        | 1月9日   | 日本人女性初の快挙！世界一クレイジーな動物案内人 | 太田ゆか                  |                                  |
| 199                        | 1月16日  | イスラム武装組織に迫る！クレイジージャーナリスト | 須賀川拓                  |                                  |
| 200                        | 1月23日  | まるでディズニー！？な重機の祭典へ！重機模型職人・高石賢一                                                                                               | 高石賢一                  |                                  |
| 201                        | 1月30日  | 200回突破記念！名物ジャーニー達が続々再始動SP | -                         | 総集編                           |
| 202                        | 2月6日   | 2000年前の古代ローマの沈没船発掘！水中考古学者・山舩晃太郎                                                                                               | 山舩晃太郎                |                                  |
| 203                        | 2月13日  | 人類未踏！世界最大級の洞窟発見なるか！？・前編 | 吉田勝次                  |                                  |
| 204                        | 2月20日  | 人類未踏！世界最大級の洞窟発見なるか！？・後編 | 吉田勝次                  |                                  |
| 204                        | 2月20日  | 愛娘の杏夏が、アイダホで高さ150mの橋からのジャンプに初挑戦！・前編                                                                                       | 久保安宏                  |                                  |
| 204                        | 2月20日  | 愛娘の杏夏が、アイダホで高さ150mの橋からのジャンプに初挑戦！・前編                                                                                       | 久保杏夏                  |                                  |
| 205                        | 2月27日  | 愛娘の杏夏が、アイダホで高さ150mの橋からのジャンプに初挑戦！・後編                                                                                       | 久保安宏                  |                                  |
| 205                        | 2月27日  | 愛娘の杏夏が、アイダホで高さ150mの橋からのジャンプに初挑戦！・後編                                                                                       | 久保杏夏                  |                                  |
| 206                        | 3月6日   | 階段王に俺はなる!階段レーサー渡辺良治がNYの大会で悲願の世界一に挑む!                                                                                     | 渡辺良治                  |                                  |
| 206                        | 3月6日   | 5年ぶりのアフリカ旅！アンゴラの奥地で幻の民族ムイラ激撮へ！                                                                                              | ヨシダナギ                |                                  |
| 207                        | 3月13日  | 日本から40時間...アンゴラの奥地で幻の民族ムイラ激撮へ。                                                                                                  | ヨシダナギ                |                                  |
| 208                        | 3月20日  | 人類の新たな可能性？カウンターカルチャー記者ケロッピー前田の身体改造旅                                                                                   | ケロッピー前田            |                                  |
| 209                        | 4月10日  | 丸山ゴンザレスが来年五輪を控える花の都パリの裏側を暴く！ できれば同行したくない過酷なジャーニーBEST5 未公開VTR：麻薬カルテルのボスが眠るウマヤ墓地を取材 | 丸山ゴンザレス            | 2時間SP （21:00 - 22:57）        |
| 210                        | 4月17日  | 奇界遺産・佐藤健寿が南太平洋バヌアツで過去最高の奇祭激写                                                                                                 | 佐藤健寿                  |                                  |
| 211                        | 4月24日  | 松本「まるでRPG！」奇界遺産・佐藤がバヌアツのカルト解明                                                                                                  | 佐藤健寿                  |                                  |
| 211                        | 4月24日  | 激レアアリ探しの旅へ！ | 島田拓                    |                                  |
| 212                        | 5月1日   | オーストラリア・世界最古の森でアリ界のエメラルド&世界一危険な殺人アリを激写!                                                                             | 島田拓                    |                                  |
| 213                        | 5月8日   | ラクダアートの女王・武市萌美がインドの世界大会連覇へ | 武市萌美                  |                                  |
| 214                        | 5月15日  | チリの砂漠に車＆服の墓場！犯罪組織と接触危機！ | 増尾聡                    | 一緒にやろう SDGsの日 コラボ企画 |
| 214                        | 5月15日  | セネガルに５０年放置されたディズニー２つ分のごみ置き場                                                                                                   | 須賀川拓                  | 一緒にやろう SDGsの日 コラボ企画 |
| 特別編                     | 5月20日  | 今年半ばに人口世界一になるインドの「ごみと暮らす村」に潜入                                                                                               | 岡村佐枝子                | 一緒にやろう SDGsの日 コラボ企画 |
| 215                        | 5月22日  | リアル・エクソシストの世界！イタリアで悪魔祓いの実態調査                                                                                                 | デ・アントーニ アンドレア |                                  |
| 216                        | 5月29日  | フィリピン・伝統文化の民族タトゥーを未来に伝える旅へ | 大島托                    |                                  |
| 217                        | 6月5日   | 松本注目のクレイジーなキックボクサー立嶋篤史５１歳の１００戦目                                                                                           | 立嶋篤史                  |                                  |
| 218                        | 6月12日  | 淡水魚釣り師・小塚拓矢がカナダ＆アラスカで命懸け巨大魚釣り                                                                                               | 小塚拓矢                  |                                  |
| 219                        | 6月19日  | ブラジルのアメシストだらけの街に驚愕！総額１億円の宝石で埋め尽くされた教会                                                                               | 門馬綱一                  |                                  |
| 220                        | 6月26日  | ブラジルのお宝発掘相次ぐ鉱山で新種宝石探し | 門馬綱一                  |                                  |
| 220                        | 6月26日  | 「美味しんぼ」究極のグルメ！の美味スイーツアリを追うオーストラリア旅                                                                                     | 島田拓                    |                                  |
| 221                        | 7月10日  | 日本唯一！新競技27mから超高飛び込み選手 | 荒田恭兵                  |                                  |
| 221                        | 7月10日  | 山！川！大自然を約1週間で約600ｋｍで競うアドベンチャーレース！                                                                                           | 田中正人                  | TEAM EASTWIND                    |
| 222                        | 7月17日  | ３７時間睡眠なし！山岳バイク→ボートで川下り→密林&雪山徹夜登行の狂気作戦！                                                                                | 田中正人                  | TEAM EASTWIND                    |
| 223                        | 7月24日  | バナナ日村！宮川大輔！くっきー！番組ファン激推し旅SP | -                         | 総集編                           |
| 224                        | 7月31日  | 丸が四角に？魚が蝶に？誰もが目を疑う立体錯視の世界！ | 杉原厚吉                  |                                  |
| 224                        | 7月31日  | 中米最危険地帯へ！最狂全身タトゥー組織に接近！ | 丸山ゴンザレス            |                                  |
| 225                        | 8月7日   | ５年連続殺人発生率１位！中米最危険国ホンジュラスでマフィア幹部取材                                                                                       | 丸山ゴンザレス            |                                  |
| 226                        | 8月21日  | 目指すは今年中！世界初の高度2万5000m有人実験成功へ | 岩谷圭介                  |                                  |
| 226                        | 8月21日  | 月に1000人が暮らす未来？民間企業初の月面着陸成功なるか！                                                                                                 | 袴田武史                  |                                  |
| 227                        | 8月28日  | イギリスの巨大骨董市で時を超えた宝探しの旅！ | 石井陽青                  |                                  |
| 228                        | 9月4日   | 世界のベストバー５０選出！バーテンダー・鹿山博康 | 鹿山博康                  |                                  |
| 229                        | 9月11日  | 北極・世界最北の村で狩った獲物でカレーを作る写真家 | 竹沢うるま                |                                  |
| 230                        | 9月18日  | ビル9階の高さからダイブ！世界一クレイジーな水泳ハイダイビング日本代表                                                                                    | 荒田恭兵                  |                                  |
| 230                        | 9月18日  | 世界トップクラス貧困国エクアドルで違法鉱山潜入 | 丸山ゴンザレス            |                                  |
| 月曜日 22時00分 - 22時57分 |          | |                           |                                  |
| 231                        | 10月9日  | ギャングが作業中の違法鉱山接近で銃撃寸前の大ピンチ！ | 丸山ゴンザレス            |                                  |
| 232                        | 10月16日 | 食の原点を追う！アマゾン先住民族の狩りに同行！ | 太田哲雄                  |                                  |
| 233                        | 10月30日 | 必見超激ヤバ回！渦中のイスラエルからTBS特派員が衝撃中継                                                                                                  | 須賀川拓                  | [ 注 8 ]                         |
| 234                        | 11月6日  | 日本初の映像！砂漠で幻のライオンを守る女性サファリガイド                                                                                                 | 太田ゆか                  |                                  |
| 235                        | 11月13日 | 素手で殴る格闘技！ラウェイ王者となった日本人 | 渡慶次幸平                |                                  |
| 235                        | 11月13日 | 世界中から集めた呪物150体と住むオカルトコレクター | 田中俊行                  |                                  |
| 236                        | 11月20日 | 呪物研究家・田中俊行と行くタイのリアル“呪術廻戦”の旅 | 田中俊行                  |                                  |
| 237                        | 11月27日 | 日本最大ミステリー50年間埋蔵金伝説を追う男！日本には200兆円が眠っている！                                                                                | 八重野充弘                |                                  |
| 238                        | 12月4日  | 究極の食文化に衝撃！エチオピアのお酒を主食にする民族コンソ                                                                                               | 高野秀行                  |                                  |
| 239                        | 12月11日 | 吉田悠軌がインドネシアの“死ぬために生きる民族”トラジャを訪問                                                                                             | 吉田悠軌                  |                                  |

#### 2024年
| 回  | 放送日   | 放送内容                                                                         | クレイジージャーニー | 備考                       |
| --- | -------- | -------------------------------------------------------------------------------- | -------------------- | -------------------------- |
| 240 | 1月8日   | 写真1枚から少数民族タネカを探せ！ヨシダナギ★アフリカ・ベナン撮影旅               | ヨシダナギ           | 15分拡大 （21:45 - 22:57） |
| 241 | 1月15日  | 南アの世界選手権参戦！約１週間で８４０ｋｍ走破                                   | TEAM EASTWIND        | 2時間SP （21:00 - 22:57）  |
| 241 | 1月15日  | カザフスタンで旧ソ連の秘密軍事都市を激撮                                         | 佐藤健寿             | 2時間SP （21:00 - 22:57）  |
| 242 | 1月22日  | 旧ソ連カザフスタンの元核実験場へ                                                 | 佐藤健寿             |                            |
| 243 | 1月29日  | 全て実話！世界各国を旅するジャーニー達の信じられない体験談一挙公開               | 丸山ゴンザレス       | 総集編                     |
| 243 | 1月29日  | 全て実話！世界各国を旅するジャーニー達の信じられない体験談一挙公開               | 佐藤健寿             | 総集編                     |
| 243 | 1月29日  | 全て実話！世界各国を旅するジャーニー達の信じられない体験談一挙公開               | 山口由美             | 総集編                     |
| 243 | 1月29日  | 全て実話！世界各国を旅するジャーニー達の信じられない体験談一挙公開               | 永松真紀             | 総集編                     |
| 243 | 1月29日  | 全て実話！世界各国を旅するジャーニー達の信じられない体験談一挙公開               | 荻田泰永             | 総集編                     |
| 243 | 1月29日  | 全て実話！世界各国を旅するジャーニー達の信じられない体験談一挙公開               | 高野秀行             | 総集編                     |
| 243 | 1月29日  | 全て実話！世界各国を旅するジャーニー達の信じられない体験談一挙公開               | 名越啓介             | 総集編                     |
| 243 | 1月29日  | 全て実話！世界各国を旅するジャーニー達の信じられない体験談一挙公開               | KEI                  | 総集編                     |
| 243 | 1月29日  | 全て実話！世界各国を旅するジャーニー達の信じられない体験談一挙公開               | 桜木武史             | 総集編                     |
| 243 | 1月29日  | 全て実話！世界各国を旅するジャーニー達の信じられない体験談一挙公開               | 吉田悠軌             | 総集編                     |
| 244 | 2月5日   | 人類未到！絶海の孤島に眠る海底洞窟はまさに宝島                                   | 吉田勝次             |                            |
| 245 | 2月12日  | 沖縄に眠る神秘の地底湖から海を目指す大冒険                                       | 吉田勝次             |                            |
| 245 | 2月12日  | 全て実話！世界各国を旅するジャーニー達の信じられない体験談一挙公開               | 丸山ゴンザレス       | 総集編                     |
| 245 | 2月12日  | 全て実話！世界各国を旅するジャーニー達の信じられない体験談一挙公開               | 千葉岳穂             | 総集編                     |
| 245 | 2月12日  | 全て実話！世界各国を旅するジャーニー達の信じられない体験談一挙公開               | 塩沼亮潤             | 総集編                     |
| 246 | 2月19日  | オカルト研究家・吉田悠軌インドネシアへ！南海の女王伝説旅                         | 吉田悠軌             |                            |
| 247 | 2月26日  | 世界最大！伝説の女王アリを探しにアフリカ・ジャングルへ！前編                     | 島田拓               |                            |
| 248 | 3月4日   | 旧ソ連が残した“シルクロードに立つ天空の秘密都市”で驚愕の新発見                   | 佐藤健寿             |                            |
| 248 | 3月4日   | 世界最大！伝説の女王アリを探しにアフリカ・ジャングルへ！後編                     | 島田拓               |                            |
| 249 | 3月11日  | 山頂に謎の超巨像！暗号で呼ばれた秘密都市…佐藤健寿★奇界遺産旅                     | 佐藤健寿             |                            |
| 250 | 3月18日  | 世界初の偉業へ！ベースジャンパー久保安宏・杏夏父娘の挑戦旅                       | 久保安宏             |                            |
| 250 | 3月18日  | 世界初の偉業へ！ベースジャンパー久保安宏・杏夏父娘の挑戦旅                       | 久保杏夏             |                            |
| 251 | 3月25日  | イスラム武装勢力「タリバン」が支配するアフガニスタンへ                           | 須賀川拓             |                            |
| 251 | 3月25日  | 南米一危険なエクアドルの街グアヤキルへ                                           | 丸山ゴンザレス       |                            |
| 252 | 4月8日   | イタリア本物ゴッドファーザー命懸け取材                                           | 丸山ゴンザレス       | 2時間SP （21:00 - 22:57）  |
| 252 | 4月8日   | 謎の独裁国家トルクメニスタン激撮                                                 | 佐藤健寿             | 2時間SP （21:00 - 22:57）  |
| 253 | 4月15日  | 存在そのものが“奇界遺産”な国トルクメニスタンへ                                   | 佐藤健寿             |                            |
| 254 | 4月29日  | 歴史を変える！エジプト最高の宝探し旅                                             | 吉村作治             | 2時間SP （21:00 - 22:57）  |
| 255 | 5月13日  | フルーツ天国インドネシアで超美味果物食べまくる サラリーマンフルーツハンター      | 森川寛信             |                            |
| 256 | 5月27日  | 300万超えヴィンテージTシャツ！天草四郎の埋蔵金！ 人生をかけた宝探し2時間SP！     | 岩谷幸舗             | 2時間SP （21:00 - 22:57）  |
| 256 | 5月27日  | 300万超えヴィンテージTシャツ！天草四郎の埋蔵金！ 人生をかけた宝探し2時間SP！     | 八重野充弘           | 2時間SP （21:00 - 22:57）  |
| 257 | 6月24日  | アフリカの闇…女性だけの反密猟部隊・児童労働・原油戦争 TBS特派員が決死の取材！    | 須賀川拓             | 2時間SP （21:00 - 22:57）  |
| 257 | 6月24日  | アフリカの闇…女性だけの反密猟部隊・児童労働・原油戦争 TBS特派員が決死の取材！    | 増尾聡               | 2時間SP （21:00 - 22:57）  |
| 257 | 6月24日  | アフリカの闇…女性だけの反密猟部隊・児童労働・原油戦争 TBS特派員が決死の取材！    | 城島未来             | 2時間SP （21:00 - 22:57）  |
| 258 | 7月8日   | アマゾン・先住民族シャウィが狙う“幻の肉”                                         | 太田哲雄             |                            |
| 258 | 7月8日   | 大海賊キャプテン・キッドの財宝が日本に！？                                       | 八重野充弘           |                            |
| 259 | 7月15日  | ゴンザレス世界のスラム巡り                                                       | 丸山ゴンザレス       | 2時間SP （21:00 - 22:57）  |
| 259 | 7月15日  | BAD HOP東京ドーム解散ライブに密着！                                              | BAD HOP              | 2時間SP （21:00 - 22:57）  |
| 260 | 8月12日  | 金メダリスト小林陵侑が命懸けの300mジャンプ                                       | 小林陵侑             | 2時間SP （21:00 - 22:57）  |
| 260 | 8月12日  | カリブ海に眠る海底都市発掘へ！                                                   | 山舩晃太郎           | 2時間SP （21:00 - 22:57）  |
| 261 | 8月26日  | チーム史上最大の危機！アドベンチャーレースinクロアチア                           | TEAM EASTWIND        |                            |
| 262 | 9月2日   | カンボジアの山奥で究極の野生のハチミツ探し                                       | 緒方陽一             | 2時間SP （21:00 - 22:57）  |
| 262 | 9月2日   | 日本女性初！8000ｍ峰全制覇へ                                                     | 渡邊直子             | 2時間SP （21:00 - 22:57）  |
| 263 | 9月16日  | 生まれ変わり研究旅！NYでユウ君１０歳の前世に迫る                                 | 大門正幸             |                            |
| 264 | 9月23日  | 世界47か国1000食・激辛を愛する男・唐辛子大国ブータンへ                           | 山本真太郎           | 2時間SP （21:00 - 22:57）  |
| 264 | 9月23日  | 標高4000ｍペルーの先住民激撮旅                                                   | ヨシダナギ           | 2時間SP （21:00 - 22:57）  |
| 265 | 10月14日 | 戦禍続くウクライナへ！最前線でドローン戦争の実態調査                             | 増尾聡               |                            |
| 265 | 10月14日 | 取材難関国・中国の人口3000万人の巨大都市重慶へ                                   | 立山芽以子           |                            |
| 266 | 10月21日 | 幻の足が8本の巨大イカを探せ、美しき羅臼の深海生物                                | 窪寺恒己             |                            |
| 266 | 10月21日 | 幻の足が8本の巨大イカを探せ、美しき羅臼の深海生物                                | 小塚拓矢             |                            |
| 266 | 10月21日 | 幻の足が8本の巨大イカを探せ、美しき羅臼の深海生物                                | 伊藤昌平             |                            |
| 267 | 10月28日 | 神の降臨！！台湾★知られざる神秘の儀式にオカルト吉田が密着                        | 吉田悠軌             |                            |
| 268 | 11月11日 | 番組開始から10年！世界中の闇を追い続けて来た男・丸山ゴンザレスが大都市の闇を暴く | 丸山ゴンザレス       | 2時間SP （21:00 - 22:57）  |
| 269 | 11月18日 | サーカスの裏側★年俸3000万超え！中南米で逸材スカウト旅                            | 久保田悟             |                            |
| 270 | 11月25日 | ブラジル奇界遺産★佐藤健寿が実物の人体標本を展示する世界で希少な博物館へ          | 佐藤健寿             |                            |
| 271 | 12月2日  | ブラジルで双子がたくさん産まれる村の謎を追う                                     | 佐藤健寿             | 2時間SP （21:00 - 22:57）  |
| 271 | 12月2日  | 南アフリカの砂漠に数年に1度だけ出現する600kmの巨大花園                           | 野村哲也             | 2時間SP （21:00 - 22:57）  |

#### 2025年
| 回  | 放送日  | 放送内容                                                                       | クレイジージャーニー | 備考                       |
| --- | ------- | ------------------------------------------------------------------------------ | -------------------- | -------------------------- |
| 272 | 1月6日  | ギャングの収容人数4万人!巨大刑務所に潜入                                       | 丸山ゴンザレス       |                            |
| 273 | 1月13日 | 絶滅寸前のマウンテンゴリラを救う旅                                             | 太田ゆか             | 30分拡大 （21:30 - 22:57） |
| 274 | 1月20日 | 新体制で挑む！アドベンチャーレースW杯                                          | TEAM EASTWIND        | 2時間SP （20:55 - 22:57）  |
| 274 | 1月20日 | 数百人が死ぬコンゴ“死のボート”                                                 | 城島未来             | 2時間SP （20:55 - 22:57）  |
| 275 | 1月27日 | 時を超えた“伝説のジュエリー”を探せ★イタリア超巨大骨董市へ                      | 石井陽青             |                            |
| 276 | 2月3日  | 看護師で女性登山家！世界の8000m峰14座制覇へ★偉業達成の瞬間！                   | 渡邊直子             |                            |
| 277 | 2月17日 | 神秘…うごめくブードゥの“魔人の毛”★呪術の力で戦う“呪術相撲”in西アフリカ         | 田中俊行             |                            |
| 278 | 2月24日 | 優勝賞金5億円！ポーカー世界三大大会ラスベガスの旅                              | 横澤真人             |                            |
| 279 | 3月3日  | 最恐危険地帯！ギャングの巣窟“ゴミの街”グアテマラ旅                             | 丸山ゴンザレス       |                            |
| 280 | 3月10日 | 命がけ！地底の果てへ★洞窟探検家・吉田勝次ラオス巨大洞窟リベンジへ              | 吉田勝次             |                            |
| 281 | 3月17日 | コロンビア重度麻薬中毒者のスラムで事件勃発！錯乱状態の中毒者がゴンザレスを襲撃 | 丸山ゴンザレス       | 2時間SP （20:55 - 22:57）  |
| 281 | 3月17日 | 台湾で衝撃の奇界遺産！1000万発のロケット花火を浴びる「塩水蜂炮」とは           | 佐藤健寿             | 2時間SP （20:55 - 22:57）  |
| 282 | 3月24日 | 144年に一度の奇跡！ガンジス川で数千万人が沐浴                                  | 佐藤健寿             |                            |
| 283 | 4月14日 | 祝★放送10年突破SP！記憶に残る光景ベスト15                                      | -                    | 総集編                     |
| 284 | 4月21日 | 聖地LAで伝説のバンドの激レアTシャツを探せ！                                    | 岩谷幸舗             |                            |
| 285 | 5月5日  | アート・窃盗団…NYストリート取材旅 前編                                         | Awich                |                            |
| 286 | 5月12日 | チャイニーズマフィア元幹部に迫る…NYストリート取材旅 完結編                     | Awich                |                            |
| 286 | 5月12日 | 20ｍ超の大波に挑む！クレイジーサーファー初登場                                 | 中川尚大             |                            |
| 287 | 5月19日 | ポルトガル・世界一の大波に挑むサーファー                                       | 中川尚大             |                            |
| 287 | 5月19日 | 駿河湾・深海1000mの神秘の世界へ 前編                                           | 窪寺恒己             |                            |
| 287 | 5月19日 | 駿河湾・深海1000mの神秘の世界へ 前編                                           | 伊藤昌平             |                            |
| 287 | 5月19日 | 駿河湾・深海1000mの神秘の世界へ 前編                                           | 小塚拓矢             |                            |
| 288 | 5月26日 | 駿河湾・深海1000mの神秘の世界へ 後編                                           | 窪寺恒己             |                            |
| 288 | 5月26日 | 駿河湾・深海1000mの神秘の世界へ 後編                                           | 伊藤昌平             |                            |
| 288 | 5月26日 | 駿河湾・深海1000mの神秘の世界へ 後編                                           | 小塚拓矢             |                            |
| 288 | 5月26日 | 西アフリカ・ブードゥー教の聖地へ！超危険な儀式                                 | 田中俊行             |                            |
| 289 | 6月9日  | 巨大な物体が勝手に動き回るブードゥーの儀式                                     | 田中俊行             |                            |
| 289 | 6月9日  | グアテマラの“悪魔の儀式”に迫る！黒魔術師の証言に衝撃                           | 丸山ゴンザレス       |                            |
| 289 | 6月9日  | ブラジルで謎の新興宗教“夜明けの谷”激撮                                         | 佐藤健寿             |                            |
| 290 | 6月16日 | たった一人で北極往復300キロ・人類最北の村に伝わる伝説の岩へ                    | 荻田泰永             |                            |
| 291 | 6月23日 | インド洋サンジバル・世界最強の女性スピアフィッシャー                           | 原美月               |                            |
| 202 | 7月14日 | 深海2000mに棲む超巨大魚を手巻きで釣る                                          | 小塚拓矢             |                            |
| 202 | 7月14日 | 3人がアフリカに集結。総力上げて激レア生物探索！前編                            | 太田ゆか             |                            |
| 202 | 7月14日 | 3人がアフリカに集結。総力上げて激レア生物探索！前編                            | 島田拓               |                            |
| 202 | 7月14日 | 3人がアフリカに集結。総力上げて激レア生物探索！前編                            | 丸山宗利             |                            |
| 203 | 8月4日  | 3人がアフリカに集結。総力上げて激レア生物探索！後編                            | 太田ゆか             | 2時間SP （20:55 - 22:57）  |
| 203 | 8月4日  | 3人がアフリカに集結。総力上げて激レア生物探索！後編                            | 島田拓               | 2時間SP （20:55 - 22:57）  |
| 203 | 8月4日  | 3人がアフリカに集結。総力上げて激レア生物探索！後編                            | 丸山宗利             | 2時間SP （20:55 - 22:57）  |

備考
1. ^山下健二郎（三代目J Soul Brothers）、ヒャダイン、藤原ヒロシ、古川未鈴（でんぱ組.inc）、TOMO（DA PUMP）、玉置泰紀（東京ウォーカー総編集長）、阿曽山大噴火がVTR出演。
2. ^北村一輝、大貫亜美（PUFFY）、Zeebra、SU（RIP SLYME）、西野七瀬（乃木坂46）、KUSHIDAがVTR出演。
3. ^松尾スズキ、久保帯人、宮川大輔、益若つばさ、高橋みなみ、三浦大知がVTR出演。
4. ^東野幸治、勝俣州和、星野真里、筧美和子、桝谷周一郎（Osteria Lucca）がVTR出演。
5. ^さだまさし、加藤シゲアキ、川島海荷、中村倫也、土田晃之がVTR出演。
6. ^山本寛斎、古田新太、みやぞん、菅野智之、加藤紀子がVTR出演。
7. ^宮川大輔、土田晃之、陣内智則、くっきー!、日村勇紀がVTR出演。

## DVD
全て2枚組、発売元：TBS/よしもとアール・アンド・シー、販売元：よしもとアール・アンド・シー
| 内容 |
| --- |
| - DISC1 - 「マンホールタウンに潜入」 - 丸山ゴンザレス（2015年4月17日放送） - 「恐怖と神秘の洞窟探検」 - 吉田勝次（2015年5月14日放送） - 「アラスカに取り憑かれた男」 - 松本紀生（2015年5月29日放送） - DISC2 - 「世界四大廃墟巡礼の旅（前編/後編）」 - 佐藤健寿（2015年6月11日、18日放送） - 「マサイ戦士の妻」 - 永松真紀（2015年6月25日放送） |

| 内容 |
| --- |
| - DISC1 - 「東洋一のスラム街&銃密造村に潜入」 - 丸山ゴンザレス（2015年1月2日放送） - 「奇界遺産×神秘の青く光る山」 - 佐藤健寿（2015年1月2日放送） - 特別収録「DVD発売記念イベント」 - 丸山ゴンザレス&佐藤健寿 - DISC2 - 「神秘とロマンの沈船探索」 - 鍵井靖章（2015年8月20日放送） - 「アフリカの少数民族を愛する女性写真家（前編/後編）」 - ヨシダナギ（2015年9月10日、17日放送） |

| 内容 |
| --- |
| - DISC1 - 「奇界遺産×ペニス博物館&神の洞窟」 - 佐藤健寿（2015年4月30日放送） - 「究極のカカオ探しに人生を捧げるカカオハンター」 - 小方真弓（2015年11月5日放送） - 特別収録「DVD第2弾発売記念イベント」 - 松本人志&設楽統&小池栄子 - DISC2 - 「世界最大級のキベラスラムに潜入」 - 丸山ゴンザレス（2015年12月3日放送） - 「世界一危険&島まるごとスラム・ミギンゴ島に潜入」 - 丸山ゴンザレス（2015年12月10日放送） - 「世界中の深海に潜り続ける熱い研究者」 - 高井研（2015年6月4日放送） |

| 内容 |
| --- |
| - DISC1 - 「奇界遺産×地獄の入り口」 - 佐藤健寿（2016年2月25日放送） - 「奇界遺産×ハイエナマン&謎の老人」 - 佐藤健寿（2016年3月3日放送） - 「リヤカーを引いて地球を歩き倒すリヤカーマン」 - 永瀬忠志（2016年5月20日放送） - 特別収録「DVD第3弾発売記念イベント」 - 丸山ゴンザレス&佐藤健寿 - DISC2 - 「メキシコ麻薬戦争（前編/後編）」 - 丸山ゴンザレス（2016年4月29日、5月6日放送） - 「北極で偉業に挑む冒険家」 - 荻田泰永（2015年10月22日放送） - 特別収録「クレイジージャーニー」×「王様のブランチ」 |

| 内容 |
| --- |
| - DISC1 - 「麻薬密造地帯アヘン王国潜入」 - 高野秀行（2016年1月21日、28日放送） - 「世界のカジノで戦うポーカープレイヤー」 - 木原直哉（2015年11月26日放送） - 「奇界遺産×刑務所廃墟&劇場の廃墟 in キューバ」 - 佐藤健寿（2016年7月18日、22日放送） - DISC2 - 「ブラジルのスラム街ファベーラでギャング撮影（前編/後編）」 - 伊藤大輔（2016年3月24日、4月1日放送） - 「千日回峰行&四無行を制した僧侶」 - 塩沼亮潤（2016年2月11日放送） - 特別収録「4人のジャーニーと MC あべこうじによる生座談会」 - 丸山ゴンザレス&佐藤健寿&荻田泰永&永瀬忠志 |

| 内容 |
| --- |
| - DISC1 - 「ヨシダナギ×ヒンバ族inナミビア（前編／後編）」 - ヨシダナギ（2016年7月1日、8日放送） - 「世界を巡る爬虫類ハンター」 - 加藤英明（2016年9月16日放送） - 未公開映像 - DISC2 - 「ニューヨークの地下住人&船の墓場」 - 丸山ゴンザレス&久保安宏（2017年1月13日放送） - 「世界中のウイスキーにロマンを馳せる男」 - 栗林幸吉（2017年4月21日放送） - 「奇界遺産×軍艦島」 - 佐藤健寿（2018年1月31日放送） - 特別収録「クレイジージャーニー」×「王様のブランチ」 |

| 内容 |
| --- |
| - DISC1 - 「ヨシダナギ×エナウェネ・ナウェ族inアマゾン」 - ヨシダナギ（2017年8月16日放送） - 「世界を巡る爬虫類ハンターinカメルーン」 - 加藤英明（2017年8月17日放送） - 「かくれキリシタン&入れ墨を彫って乱れ狂う儀式inタイ」- 吉田悠軌（2016年5月13日放送） - DISC2 - 「アドベンチャーレース inオーストラリア（前編/後編）」 - 田中正人（2017年3月17日、24日放送） - 「世界のカウンターカルチャー“ボディサスペンション"」 - ケロッピー前田（2017年10月25日放送） - 特別収録「DVD第6弾発売記念イベント」- 丸山ゴンザレス&佐藤健寿&加藤英明 |

## ネット局と放送時間

### パイロット版
| ネット局       | ネット局                  | ネット局 | ネット局                              | ネット局   |
| 放送対象地域   | 放送局                    | 系列     | 放送日時                              | ネット状況 |
| -------------- | ------------------------- | -------- | ------------------------------------- | ---------- |
| 関東広域圏     | TBSテレビ（TBS）          | TBS系列  | 2015年1月2日 0:20 - 1:35（1日深夜）   | 制作局     |
| 北海道         | 北海道放送（HBC）         | TBS系列  | 2015年1月2日 0:20 - 1:35（1日深夜）   | 同時ネット |
| 岩手県         | IBC岩手放送（IBC）        | TBS系列  | 2015年1月2日 0:20 - 1:35（1日深夜）   | 同時ネット |
| 山形県         | テレビユー山形（TUY）     | TBS系列  | 2015年1月2日 0:20 - 1:35（1日深夜）   | 同時ネット |
| 福島県         | テレビユー福島（TUF）     | TBS系列  | 2015年1月2日 0:20 - 1:35（1日深夜）   | 同時ネット |
| 長野県         | 信越放送（SBC）           | TBS系列  | 2015年1月2日 0:20 - 1:35（1日深夜）   | 同時ネット |
| 静岡県         | 静岡放送（SBS）           | TBS系列  | 2015年1月2日 0:20 - 1:35（1日深夜）   | 同時ネット |
| 石川県         | 北陸放送（MRO）           | TBS系列  | 2015年1月2日 0:20 - 1:35（1日深夜）   | 同時ネット |
| 中京広域圏     | CBCテレビ（CBC）          | TBS系列  | 2015年1月2日 0:20 - 1:35（1日深夜）   | 同時ネット |
| 岡山県・香川県 | 山陽放送（RSK）           | TBS系列  | 2015年1月2日 0:20 - 1:35（1日深夜）   | 同時ネット |
| 山口県         | テレビ山口（tys）         | TBS系列  | 2015年1月2日 0:20 - 1:35（1日深夜）   | 同時ネット |
| 福岡県         | RKB毎日放送（RKB）        | TBS系列  | 2015年1月2日 0:20 - 1:35（1日深夜）   | 同時ネット |
| 近畿広域圏     | 毎日放送（MBS）           | TBS系列  | 2015年1月18日 0:58 - 2:13（17日深夜） | 遅れネット |
| 熊本県         | 熊本放送（RKK）           | TBS系列  | 2015年4月15日 23:53 - 翌1:08          | 遅れネット |
| 愛媛県         | あいテレビ（itv）         | TBS系列  | 2015年4月19日 15:40 - 16:55           | 遅れネット |
| 広島県         | 中国放送（RCC）           | TBS系列  | 2015年4月28日 23:53 - 翌1:08          | 遅れネット |
| 富山県         | チューリップテレビ（TUT） | TBS系列  | 2015年4月29日 0:08 - 1:23（28日深夜） | 遅れネット |
| 長崎県         | 長崎放送（NBC）           | TBS系列  | 2015年7月12日 0:58 - 2:13（11日深夜） | 遅れネット |

### レギュラー版・枠移動前
※枠移動前・枠移動後とは、制作局TBSでの放送のこと。
| ネット局       | ネット局                  | ネット局 | ネット局                                           | ネット局                                | ネット局   |
| 放送対象地域   | 放送局                    | 系列     | 放送期間                                           | 放送日時                                | ネット状況 |
| -------------- | ------------------------- | -------- | -------------------------------------------------- | --------------------------------------- | ---------- |
| 関東広域圏     | TBSテレビ（TBS）          | TBS系列  | 2015年4月16日 - 2016年3月24日                      | 木曜 23:53 - 翌0:38                     | 制作局     |
| 北海道         | 北海道放送（HBC）         | TBS系列  | 2015年4月16日 - 2016年3月24日                      | 木曜 23:53 - 翌0:38                     | 同時ネット |
| 岩手県         | IBC岩手放送（IBC）        | TBS系列  | 2015年4月16日 - 2016年3月24日                      | 木曜 23:53 - 翌0:38                     | 同時ネット |
| 宮城県         | 東北放送（TBC）           | TBS系列  | 2015年4月16日 - 2016年3月24日                      | 木曜 23:53 - 翌0:38                     | 同時ネット |
| 山形県         | テレビユー山形（TUY）     | TBS系列  | 2015年4月16日 - 2016年3月24日                      | 木曜 23:53 - 翌0:38                     | 同時ネット |
| 福島県         | テレビユー福島（TUF）     | TBS系列  | 2015年4月16日 - 2016年3月24日                      | 木曜 23:53 - 翌0:38                     | 同時ネット |
| 新潟県         | 新潟放送（BSN）           | TBS系列  | 2015年4月16日 - 2016年3月24日                      | 木曜 23:53 - 翌0:38                     | 同時ネット |
| 長野県         | 信越放送（SBC）           | TBS系列  | 2015年4月16日 - 2016年3月24日                      | 木曜 23:53 - 翌0:38                     | 同時ネット |
| 静岡県         | 静岡放送（SBS）           | TBS系列  | 2015年4月16日 - 2016年3月24日                      | 木曜 23:53 - 翌0:38                     | 同時ネット |
| 鳥取県・島根県 | 山陰放送（BSS）           | TBS系列  | 2015年4月16日 - 2016年3月24日                      | 木曜 23:53 - 翌0:38                     | 同時ネット |
| 岡山県・香川県 | 山陽放送（RSK）           | TBS系列  | 2015年4月16日 - 2016年3月24日                      | 木曜 23:53 - 翌0:38                     | 同時ネット |
| 福岡県         | RKB毎日放送（RKB）        | TBS系列  | 2015年4月16日 - 2016年3月24日                      | 木曜 23:53 - 翌0:38                     | 同時ネット |
| 熊本県         | 熊本放送（RKK）           | TBS系列  | 2015年4月16日 - 2016年3月24日                      | 木曜 23:53 - 翌0:38                     | 同時ネット |
| 大分県         | 大分放送（OBS）           | TBS系列  | 2015年4月16日 - 2016年3月24日                      | 木曜 23:53 - 翌0:38                     | 同時ネット |
| 長崎県         | 長崎放送（NBC）           | TBS系列  | 2015年4月16日 - 2016年4月21日                      | 木曜 0:55 - 1:40（水曜深夜）            | 遅れネット |
| 富山県         | チューリップテレビ（TUT） | TBS系列  | 2015年4月30日 - 2016年4月18日                      | 木曜 0:40 - 1:25（水曜深夜）            | 遅れネット |
| 近畿広域圏     | 毎日放送（MBS）           | TBS系列  | 2015年5月2日 - 2016年4月13日                       | 土曜 0:50 - 1:35（金曜深夜）            | 遅れネット |
| 中京広域圏     | CBCテレビ（CBC）          | TBS系列  | 2015年5月5日 - 2016年4月14日                       | 木曜 23:53 - 翌0:42                     | 遅れネット |
| 広島県         | 中国放送（RCC）           | TBS系列  | 2015年5月5日 - 2016年4月5日                        | 火曜 23:53 - 翌0:38                     | 遅れネット |
| 鹿児島県       | 南日本放送（MBC）         | TBS系列  | 2015年7月15日 - 2016年3月23日                      | 水曜 0:05 - 0:50（火曜深夜）            | 遅れネット |
| 石川県         | 北陸放送（MRO）           | TBS系列  | 2015年10月7日 - 不明                               | 木曜 0:00 - 0:45（水曜深夜）            | 遅れネット |
| 高知県         | テレビ高知（KUTV）        | TBS系列  | 2015年10月8日 - 2016年6月30日                      | 木曜 0:25 - 1:10（水曜深夜）            | 遅れネット |
| 愛媛県         | あいテレビ（itv）         | TBS系列  | 2015年10月22日 - 2016年3月31日                     | 木曜 0:23 - 1:13（水曜深夜）            | 遅れネット |
| 山口県         | テレビ山口（tys）         | TBS系列  | 2016年4月14日 - 2016年9月29日 2016年10月6日 - 不明 | 木曜 23:58 - 翌0:45 木曜 23:55 - 翌0:42 | 遅れネット |
| 沖縄県         | 琉球放送（RBC）           | TBS系列  | 2016年7月14日 - 不明                               | 木曜 23:58 - 翌0:43                     | 遅れネット |
| 青森県         | 青森テレビ（ATV）         | TBS系列  | 2016年10月4日 - 不明                               | 火曜 23:58 - 翌0:43                     | 遅れネット |

### レギュラー版・枠移動後 1
| ネット局       | ネット局              | ネット局 | ネット局                     | ネット局                     | ネット局   |
| 放送対象地域   | 放送局                | 系列     | 放送期間                     | 放送日時                     | ネット状況 |
| -------------- | --------------------- | -------- | ---------------------------- | ---------------------------- | ---------- |
| 関東広域圏     | TBSテレビ（TBS）      | TBS系列  | 2016年4月1日 - 2017年9月21日 | 木曜 23:56 - 翌0:55          | 制作局     |
| 岩手県         | IBC岩手放送（IBC）    | TBS系列  | 2016年4月1日 - 2017年9月21日 | 木曜 23:56 - 翌0:55          | 同時ネット |
| 宮城県         | 東北放送（TBC）       | TBS系列  | 2016年4月1日 - 2017年9月21日 | 木曜 23:56 - 翌0:55          | 同時ネット |
| 山形県         | テレビユー山形（TUY） | TBS系列  | 2016年4月1日 - 2017年9月21日 | 木曜 23:56 - 翌0:55          | 同時ネット |
| 福島県         | テレビユー福島（TUF） | TBS系列  | 2016年4月1日 - 2017年9月21日 | 木曜 23:56 - 翌0:55          | 同時ネット |
| 新潟県         | 新潟放送（BSN）       | TBS系列  | 2016年4月1日 - 2017年9月21日 | 木曜 23:56 - 翌0:55          | 同時ネット |
| 岡山県・香川県 | 山陽放送（RSK）       | TBS系列  | 2016年4月1日 - 2017年9月21日 | 木曜 23:56 - 翌0:55          | 同時ネット |
| 福岡県         | RKB毎日放送（RKB）    | TBS系列  | 2016年4月1日 - 2017年9月21日 | 木曜 23:56 - 翌0:55          | 同時ネット |
| 鹿児島県       | 南日本放送（MBC）     | TBS系列  | 2016年4月1日 - 2017年9月21日 | 木曜 23:56 - 翌0:55          | 同時ネット |
| 熊本県         | 熊本放送（RKK）       | TBS系列  | 2016年4月1日 - 2017年9月21日 | 木曜 23:55 - 翌0:40          | 遅れネット |
| 愛媛県         | あいテレビ（itv）     | TBS系列  | 2016年4月7日 - 不明          | 木曜 0:40 - 1:30（水曜深夜） | 遅れネット |
| 広島県         | 中国放送（RCC）       | TBS系列  | 2016年4月13日 - 不明         | 火曜 23:55 - 翌0:40          | 遅れネット |
| 鳥取県・島根県 | 山陰放送（BSS）       | TBS系列  | 2016年4月20日 - 不明         | 木曜 23:56 - 翌0:55          | 同時ネット |
| 近畿広域圏     | 毎日放送（MBS）       | TBS系列  | 2016年4月20日 - 不明         | 水曜 0:59 - 1:59（火曜深夜） | 遅れネット |
| 長野県         | 信越放送（SBC）       | TBS系列  | 2016年4月21日 - 不明         | 木曜 23:55 - 翌0:42          | 遅れネット |
| 中京広域圏     | CBCテレビ（CBC）      | TBS系列  | 2016年4月21日 - 不明         | 木曜 23:58 - 翌0:46          | 遅れネット |
| 長崎県         | 長崎放送（NBC）       | TBS系列  | 2016年4月28日 - 不明         | 木曜 0:55 - 1:40（水曜深夜） | 遅れネット |
| 大分県         | 大分放送（OBS）       | TBS系列  | 2016年4月29日 - 不明         | 金曜 0:55 - 1:40（木曜深夜） | 遅れネット |
| 高知県         | テレビ高知（KUTV）    | TBS系列  | 2016年7月7日 - 不明          | 木曜 0:25 - 1:10（水曜深夜） | 遅れネット |
| 静岡県         | 静岡放送（SBS）       | TBS系列  | 2016年10月19日 - 不明        | 水曜 0:10 - 0:55（火曜深夜） | 遅れネット |
| 山口県         | テレビ山口（tys）     | TBS系列  | 2016年10月6日 - 不明         | 木曜 23:55 - 翌0:42          | 遅れネット |

### レギュラー版・枠移動後 2
| ネット局       | ネット局                  | ネット局 | ネット局                      | ネット局                     | ネット局   | ネット局  |
| 放送対象地域   | 放送局                    | 系列     | 放送期間                      | 放送日時                     | ネット状況 | 備考      |
| -------------- | ------------------------- | -------- | ----------------------------- | ---------------------------- | ---------- | --------- |
| 関東広域圏     | TBSテレビ（TBS）          | TBS系列  | 2017年10月11日 - 2019年9月4日 | 水曜 23:56 - 翌0:55          | 制作局     | 制作局    |
| 北海道         | 北海道放送（HBC）         | TBS系列  | 2017年10月11日 - 2019年9月4日 | 水曜 23:56 - 翌0:55          | 同時ネット |           |
| 岩手県         | IBC岩手放送（IBC）        | TBS系列  | 2017年10月11日 - 2019年9月4日 | 水曜 23:56 - 翌0:55          | 同時ネット |           |
| 福島県         | テレビユー福島（TUF）     | TBS系列  | 2017年10月11日 - 2019年9月4日 | 水曜 23:56 - 翌0:55          | 同時ネット |           |
| 新潟県         | 新潟放送（BSN）           | TBS系列  | 2017年10月11日 - 2019年9月4日 | 水曜 23:56 - 翌0:55          | 同時ネット |           |
| 静岡県         | 静岡放送（SBS）           | TBS系列  | 2017年10月11日 - 2019年9月4日 | 水曜 23:56 - 翌0:55          | 同時ネット |           |
| 鳥取県・島根県 | 山陰放送（BSS）           | TBS系列  | 2017年10月11日 - 2019年9月4日 | 水曜 23:56 - 翌0:55          | 同時ネット |           |
| 愛媛県         | あいテレビ（itv）         | TBS系列  | 2017年10月11日 - 2019年9月4日 | 水曜 23:56 - 翌0:55          | 同時ネット |           |
| 高知県         | テレビ高知（KUTV）        | TBS系列  | 2017年10月11日 - 2019年9月4日 | 水曜 23:56 - 翌0:55          | 同時ネット |           |
| 福岡県         | RKB毎日放送（RKB）        | TBS系列  | 2017年10月11日 - 2019年9月4日 | 水曜 23:56 - 翌0:55          | 同時ネット |           |
| 青森県         | 青森テレビ（ATV）         | TBS系列  | 2019年4月10日 - 9月4日        | 水曜 23:56 - 翌0:55          | 同時ネット |           |
| 広島県         | 中国放送（RCC）           | TBS系列  | 不明 - 2019年8月              | 水曜 23:56 - 翌0:55          | 同時ネット |           |
| 宮城県         | 東北放送（TBC）           | TBS系列  | 2017年10月11日 - 2019年8月    | 火曜 23:56 - 翌0:55          | 遅れネット | [ 注 32 ] |
| 山形県         | テレビユー山形（TUY）     | TBS系列  | 2017年10月11日 - 2019年8月    | 木曜 23:56 - 翌0:55          | 遅れネット |           |
| 熊本県         | 熊本放送（RKK）           | TBS系列  | 2017年10月11日 - 2019年8月    | 月曜 23:56 - 翌0:55          | 遅れネット | [ 注 33 ] |
| 長野県         | 信越放送（SBC）           | TBS系列  | 不明 - 2019年8月              | 木曜 23:56 - 翌0:57          | 遅れネット |           |
| 富山県         | チューリップテレビ（TUT） | TBS系列  | 不明 - 2019年8月              | 木曜 0:11 - 1:10（水曜深夜） | 遅れネット |           |
| 石川県         | 北陸放送（MRO）           | TBS系列  | 2017年10月25日 - 2019年9月7日 | 土曜 0:20 - 1:20（金曜深夜） | 遅れネット | [ 注 34 ] |
| 中京広域圏     | CBCテレビ（CBC）          | TBS系列  | 不明 - 2019年8月              | 木曜 23:59 - 翌1:01          | 遅れネット |           |
| 近畿広域圏     | 毎日放送（MBS）           | TBS系列  | 不明 - 2019年8月              | 土曜 0:20 - 1:20（金曜深夜） | 遅れネット |           |
| 岡山県・香川県 | RSK山陽放送（RSK）        | TBS系列  | 2017年10月12日 - 2019年8月    | 木曜 23:56 - 翌0:55          | 遅れネット |           |
| 山口県         | テレビ山口（tys）         | TBS系列  | 2018年5月11日 - 2019年8月     | 木曜 23:56 - 翌0:55          | 遅れネット |           |
| 長崎県         | 長崎放送（NBC）           | TBS系列  | 不明 - 2019年8月              | 火曜 23:56 - 翌0:55          | 遅れネット |           |
| 大分県         | 大分放送（OBS）           | TBS系列  | 不明 - 2019年8月              | 金曜 0:55 - 1:54（木曜深夜） | 遅れネット |           |
| 鹿児島県       | 南日本放送（MBC）         | TBS系列  | 不明 - 2019年8月              | 金曜 0:05 - 1:05（木曜深夜） | 遅れネット |           |
| 沖縄県         | 琉球放送（RBC）           | TBS系列  | 不明 - 2019年8月              | 木曜 23:59 - 翌0:44          | 遅れネット |           |

### 復活特番
| ネット局       | ネット局                  | ネット局 | ネット局                         | ネット局   |
| 放送対象地域   | 放送局                    | 系列     | 放送日時                         | ネット状況 |
| -------------- | ------------------------- | -------- | -------------------------------- | ---------- |
| 関東広域圏     | TBSテレビ（TBS）          | TBS系列  | 2021年5月19日（水）21:00 - 22:57 | 制作局     |
| 北海道         | 北海道放送（HBC）         | TBS系列  | 2021年5月19日（水）21:00 - 22:57 | 同時ネット |
| 青森県         | 青森テレビ（ATV）         | TBS系列  | 2021年5月19日（水）21:00 - 22:57 | 同時ネット |
| 岩手県         | IBC岩手放送（IBC）        | TBS系列  | 2021年5月19日（水）21:00 - 22:57 | 同時ネット |
| 宮城県         | 東北放送（tbc）           | TBS系列  | 2021年5月19日（水）21:00 - 22:57 | 同時ネット |
| 山形県         | テレビユー山形（TUY）     | TBS系列  | 2021年5月19日（水）21:00 - 22:57 | 同時ネット |
| 福島県         | テレビユー福島（TUF）     | TBS系列  | 2021年5月19日（水）21:00 - 22:57 | 同時ネット |
| 新潟県         | 新潟放送（BSN）           | TBS系列  | 2021年5月19日（水）21:00 - 22:57 | 同時ネット |
| 長野県         | 信越放送（SBC）           | TBS系列  | 2021年5月19日（水）21:00 - 22:57 | 同時ネット |
| 山梨県         | テレビ山梨（UTY）         | TBS系列  | 2021年5月19日（水）21:00 - 22:57 | 同時ネット |
| 静岡県         | 静岡放送（SBS）           | TBS系列  | 2021年5月19日（水）21:00 - 22:57 | 同時ネット |
| 中京広域圏     | CBCテレビ（CBC）          | TBS系列  | 2021年5月19日（水）21:00 - 22:57 | 同時ネット |
| 富山県         | チューリップテレビ（TUT） | TBS系列  | 2021年5月19日（水）21:00 - 22:57 | 同時ネット |
| 石川県         | 北陸放送（MRO）           | TBS系列  | 2021年5月19日（水）21:00 - 22:57 | 同時ネット |
| 近畿広域圏     | 毎日放送（MBS）           | TBS系列  | 2021年5月19日（水）21:00 - 22:57 | 同時ネット |
| 岡山県・香川県 | RSK山陽放送（RSK）        | TBS系列  | 2021年5月19日（水）21:00 - 22:57 | 同時ネット |
| 鳥取県・島根県 | 山陰放送（BSS）           | TBS系列  | 2021年5月19日（水）21:00 - 22:57 | 同時ネット |
| 広島県         | 中国放送（RCC）           | TBS系列  | 2021年5月19日（水）21:00 - 22:57 | 同時ネット |
| 山口県         | テレビ山口（tys）         | TBS系列  | 2021年5月19日（水）21:00 - 22:57 | 同時ネット |
| 愛媛県         | あいテレビ（itv）         | TBS系列  | 2021年5月19日（水）21:00 - 22:57 | 同時ネット |
| 高知県         | テレビ高知（KUTV）        | TBS系列  | 2021年5月19日（水）21:00 - 22:57 | 同時ネット |
| 福岡県         | RKB毎日放送（RKB）        | TBS系列  | 2021年5月19日（水）21:00 - 22:57 | 同時ネット |
| 長崎県         | 長崎放送（NBC）           | TBS系列  | 2021年5月19日（水）21:00 - 22:57 | 同時ネット |
| 熊本県         | 熊本放送（RKK）           | TBS系列  | 2021年5月19日（水）21:00 - 22:57 | 同時ネット |
| 大分県         | 大分放送（OBS）           | TBS系列  | 2021年5月19日（水）21:00 - 22:57 | 同時ネット |
| 宮崎県         | 宮崎放送（mrt）           | TBS系列  | 2021年5月19日（水）21:00 - 22:57 | 同時ネット |
| 鹿児島県       | 南日本放送（MBC）         | TBS系列  | 2021年5月19日（水）21:00 - 22:57 | 同時ネット |
| 沖縄県         | 琉球放送（RBC）           | TBS系列  | 2021年5月19日（水）21:00 - 22:57 | 同時ネット |

### 月曜ゴールデンタイム時代(21時台)
| ネット局       | ネット局                  | ネット局 | ネット局           | ネット局   |
| 放送対象地域   | 放送局                    | 系列     | 放送日時           | ネット状況 |
| -------------- | ------------------------- | -------- | ------------------ | ---------- |
| 関東広域圏     | TBSテレビ（TBS）          | TBS系列  | 月曜 21:00 - 22:00 | 制作局     |
| 北海道         | 北海道放送（HBC）         | TBS系列  | 月曜 21:00 - 22:00 | 同時ネット |
| 青森県         | 青森テレビ（ATV）         | TBS系列  | 月曜 21:00 - 22:00 | 同時ネット |
| 岩手県         | IBC岩手放送（IBC）        | TBS系列  | 月曜 21:00 - 22:00 | 同時ネット |
| 宮城県         | 東北放送（tbc）           | TBS系列  | 月曜 21:00 - 22:00 | 同時ネット |
| 山形県         | テレビユー山形（TUY）     | TBS系列  | 月曜 21:00 - 22:00 | 同時ネット |
| 福島県         | テレビユー福島（TUF）     | TBS系列  | 月曜 21:00 - 22:00 | 同時ネット |
| 新潟県         | 新潟放送（BSN）           | TBS系列  | 月曜 21:00 - 22:00 | 同時ネット |
| 長野県         | 信越放送（SBC）           | TBS系列  | 月曜 21:00 - 22:00 | 同時ネット |
| 山梨県         | テレビ山梨（UTY）         | TBS系列  | 月曜 21:00 - 22:00 | 同時ネット |
| 静岡県         | 静岡放送（SBS）           | TBS系列  | 月曜 21:00 - 22:00 | 同時ネット |
| 中京広域圏     | CBCテレビ（CBC）          | TBS系列  | 月曜 21:00 - 22:00 | 同時ネット |
| 富山県         | チューリップテレビ（TUT） | TBS系列  | 月曜 21:00 - 22:00 | 同時ネット |
| 石川県         | 北陸放送（MRO）           | TBS系列  | 月曜 21:00 - 22:00 | 同時ネット |
| 近畿広域圏     | 毎日放送（MBS）           | TBS系列  | 月曜 21:00 - 22:00 | 同時ネット |
| 岡山県・香川県 | RSK山陽放送（RSK）        | TBS系列  | 月曜 21:00 - 22:00 | 同時ネット |
| 鳥取県・島根県 | 山陰放送（BSS）           | TBS系列  | 月曜 21:00 - 22:00 | 同時ネット |
| 広島県         | 中国放送（RCC）           | TBS系列  | 月曜 21:00 - 22:00 | 同時ネット |
| 山口県         | テレビ山口（tys）         | TBS系列  | 月曜 21:00 - 22:00 | 同時ネット |
| 愛媛県         | あいテレビ（itv）         | TBS系列  | 月曜 21:00 - 22:00 | 同時ネット |
| 高知県         | テレビ高知（KUTV）        | TBS系列  | 月曜 21:00 - 22:00 | 同時ネット |
| 福岡県         | RKB毎日放送（RKB）        | TBS系列  | 月曜 21:00 - 22:00 | 同時ネット |
| 長崎県         | 長崎放送（NBC）           | TBS系列  | 月曜 21:00 - 22:00 | 同時ネット |
| 熊本県         | 熊本放送（RKK）           | TBS系列  | 月曜 21:00 - 22:00 | 同時ネット |
| 大分県         | 大分放送（OBS）           | TBS系列  | 月曜 21:00 - 22:00 | 同時ネット |
| 宮崎県         | 宮崎放送（mrt）           | TBS系列  | 月曜 21:00 - 22:00 | 同時ネット |
| 鹿児島県       | 南日本放送（MBC）         | TBS系列  | 月曜 21:00 - 22:00 | 同時ネット |
| 沖縄県         | 琉球放送（RBC）           | TBS系列  | 月曜 21:00 - 22:00 | 同時ネット |

### 月曜プライムタイム時代(22時台)
| ネット局       | ネット局                  | ネット局 | ネット局           | ネット局   |
| 放送対象地域   | 放送局                    | 系列     | 放送日時           | ネット状況 |
| -------------- | ------------------------- | -------- | ------------------ | ---------- |
| 関東広域圏     | TBSテレビ（TBS）          | TBS系列  | 月曜 22:00 - 22:57 | 制作局     |
| 北海道         | 北海道放送（HBC）         | TBS系列  | 月曜 22:00 - 22:57 | 同時ネット |
| 青森県         | 青森テレビ（ATV）         | TBS系列  | 月曜 22:00 - 22:57 | 同時ネット |
| 岩手県         | IBC岩手放送（IBC）        | TBS系列  | 月曜 22:00 - 22:57 | 同時ネット |
| 宮城県         | 東北放送（tbc）           | TBS系列  | 月曜 22:00 - 22:57 | 同時ネット |
| 山形県         | テレビユー山形（TUY）     | TBS系列  | 月曜 22:00 - 22:57 | 同時ネット |
| 福島県         | テレビユー福島（TUF）     | TBS系列  | 月曜 22:00 - 22:57 | 同時ネット |
| 新潟県         | 新潟放送（BSN）           | TBS系列  | 月曜 22:00 - 22:57 | 同時ネット |
| 長野県         | 信越放送（SBC）           | TBS系列  | 月曜 22:00 - 22:57 | 同時ネット |
| 山梨県         | テレビ山梨（UTY）         | TBS系列  | 月曜 22:00 - 22:57 | 同時ネット |
| 静岡県         | 静岡放送（SBS）           | TBS系列  | 月曜 22:00 - 22:57 | 同時ネット |
| 中京広域圏     | CBCテレビ（CBC）          | TBS系列  | 月曜 22:00 - 22:57 | 同時ネット |
| 富山県         | チューリップテレビ（TUT） | TBS系列  | 月曜 22:00 - 22:57 | 同時ネット |
| 石川県         | 北陸放送（MRO）           | TBS系列  | 月曜 22:00 - 22:57 | 同時ネット |
| 近畿広域圏     | 毎日放送（MBS）           | TBS系列  | 月曜 22:00 - 22:57 | 同時ネット |
| 岡山県・香川県 | RSK山陽放送（RSK）        | TBS系列  | 月曜 22:00 - 22:57 | 同時ネット |
| 鳥取県・島根県 | 山陰放送（BSS）           | TBS系列  | 月曜 22:00 - 22:57 | 同時ネット |
| 広島県         | 中国放送（RCC）           | TBS系列  | 月曜 22:00 - 22:57 | 同時ネット |
| 山口県         | テレビ山口（tys）         | TBS系列  | 月曜 22:00 - 22:57 | 同時ネット |
| 愛媛県         | あいテレビ（itv）         | TBS系列  | 月曜 22:00 - 22:57 | 同時ネット |
| 高知県         | テレビ高知（KUTV）        | TBS系列  | 月曜 22:00 - 22:57 | 同時ネット |
| 福岡県         | RKB毎日放送（RKB）        | TBS系列  | 月曜 22:00 - 22:57 | 同時ネット |
| 長崎県         | 長崎放送（NBC）           | TBS系列  | 月曜 22:00 - 22:57 | 同時ネット |
| 熊本県         | 熊本放送（RKK）           | TBS系列  | 月曜 22:00 - 22:57 | 同時ネット |
| 大分県         | 大分放送（OBS）           | TBS系列  | 月曜 22:00 - 22:57 | 同時ネット |
| 宮崎県         | 宮崎放送（mrt）           | TBS系列  | 月曜 22:00 - 22:57 | 同時ネット |
| 鹿児島県       | 南日本放送（MBC）         | TBS系列  | 月曜 22:00 - 22:57 | 同時ネット |
| 沖縄県         | 琉球放送（RBC）           | TBS系列  | 月曜 22:00 - 22:57 | 同時ネット |